# 2020年母親節香港示威
2020年母親節香港示威，是指在2020年5月10日母親節當天在香港發生的反對逃犯條例修訂草案運動示威活動。
思穎團隊曾發起當天九龍大遊行，由尖沙咀鐘樓遊行至亞皆老街和彌敦道交界，但在2020年5月6日被警方發出反對通知書，團隊隨即宣佈延後遊行。後有網民發起「全港和你Sing 抗爭前奏曲」和「香港獨立 唯一出路 母親節行街」活動，在入夜後演變成警民衝突，警方拘捕230人，立法會議員鄺俊宇一度被捕，他受傷送往醫院治理。

## 經過

### 尖沙咀

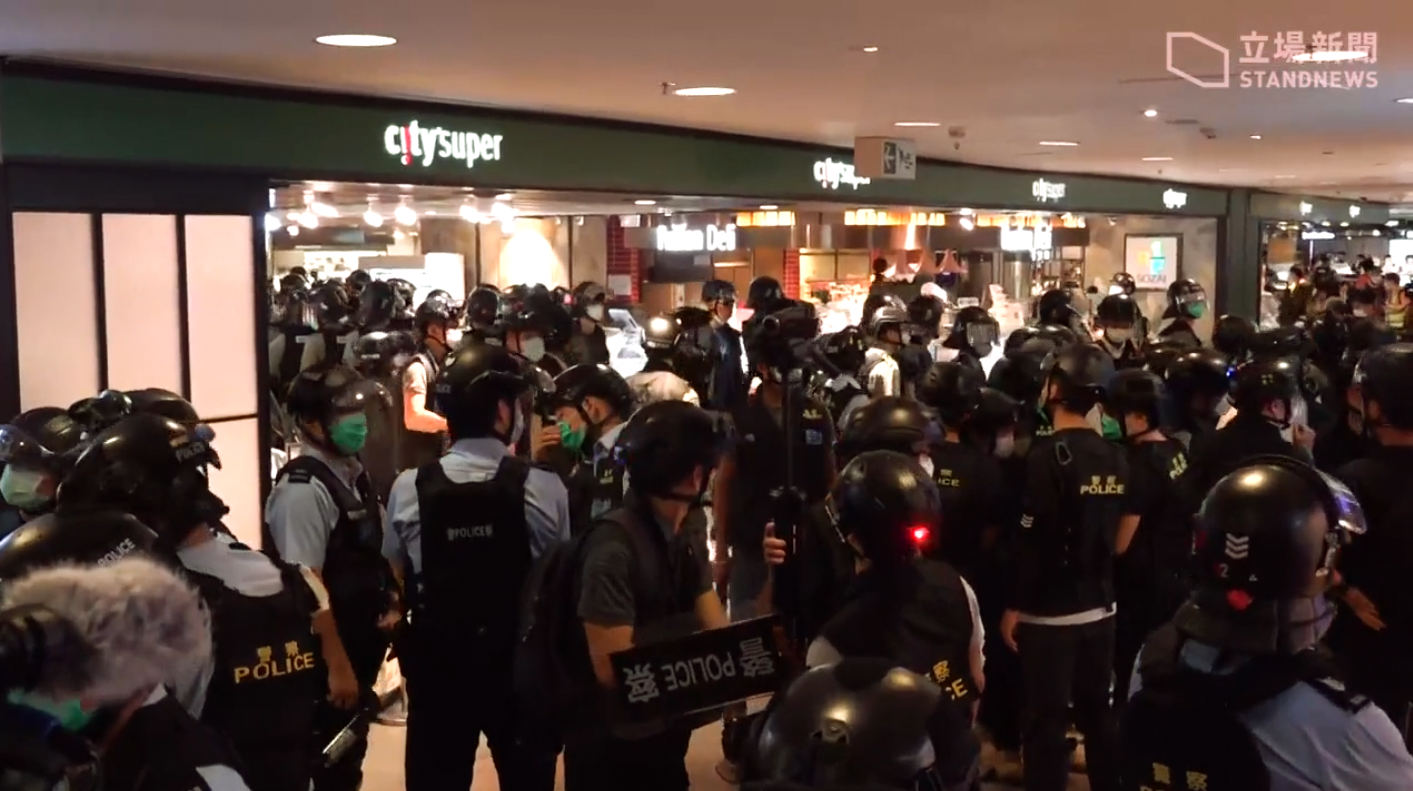
多名防暴警員闖入citysuper超級市場，記者在大批警員包圍下，只能在外面拍攝

思穎團隊早前發起的「九龍大遊行」原訂的起點是尖沙咀鐘樓。在1時許，已有警員在尖沙咀鐘樓附近巡邏，並截查途人及記者。在鄰近的廣東道亦有車輛被警員截停搜查，一輛私家車被警員指漏油而需要拖走，司機認為警方只是刻意刁難。到了約2時，警方在尖沙咀天星碼頭拉起封鎖線，並警告在場人士違反「限聚令」。到了近3時，開始有市民在海運大廈中庭聚集，並高呼「光復香港，時代革命」等口號。在約10分鐘後，60名防暴警員突然進入海運大廈商場，沿港威大廈方向驅散聚集的市民，並拉起封鎖線。期間不少記者一度未能繼續前行採訪，有防暴警員與警方傳媒聯絡隊人員爭拗。
下午4時過後，一批防暴警察再度進入港威商場不同位置驅散在場的市民，並拉起封鎖線，警中庭近圍欄位置聚集告在場人士需要立即離開，否則或會被票控。約40、50名軍裝及便衣警員繼續在商場各樓層巡邏，之後離開，市民在中庭高唱《願榮光歸香港》。到下午近5時半，大批軍裝警員和防暴警察再次進入商場內戒備，並截查多人。多名防暴警員持胡椒噴霧闖入citysuper超級市場驅散店內的顧客。而一名13歲，來自「深學媒體」的學生記者被警員斥是童工、非法聚集，在晚上6時被帶走。

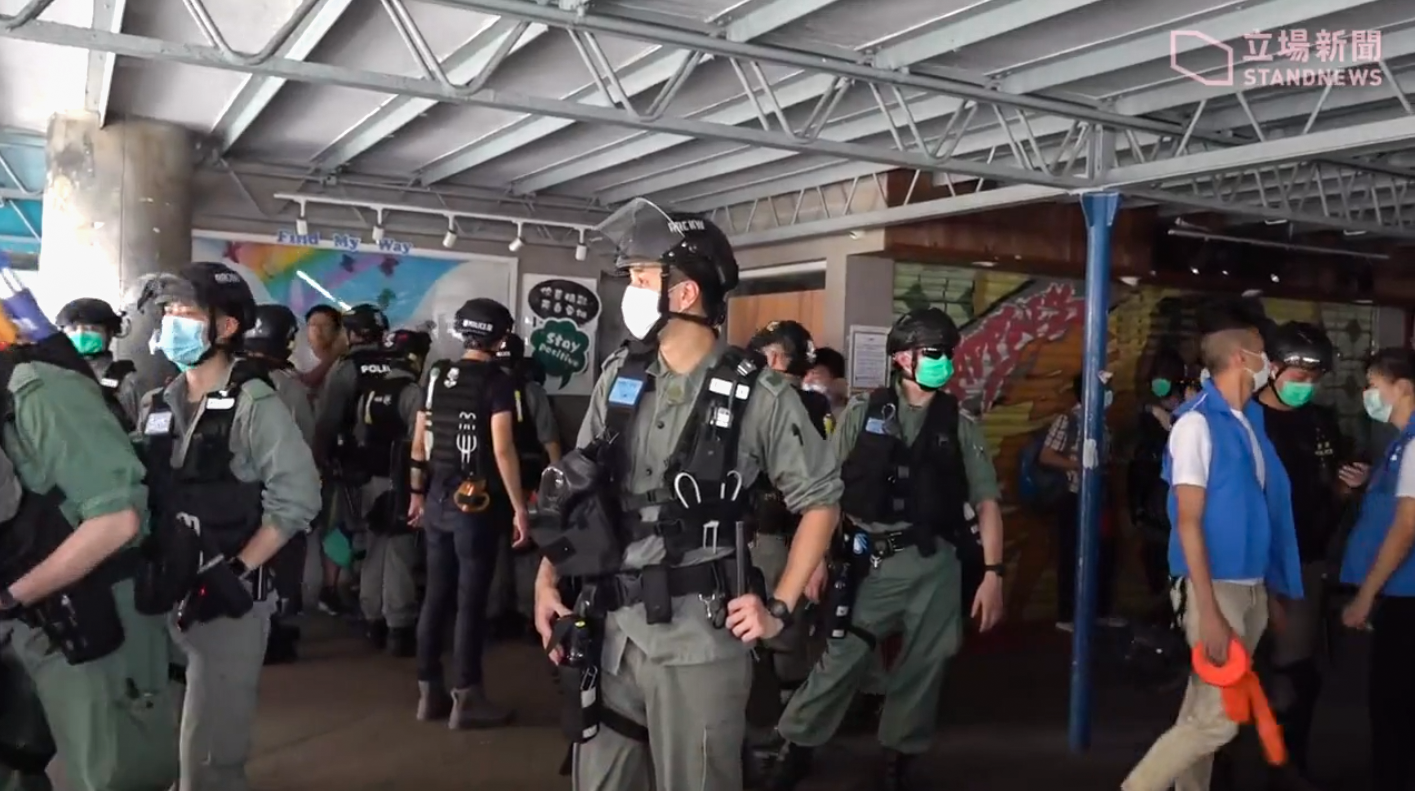
警方在尖沙咀天星碼頭拉起封鎖線。多人被截查和票控
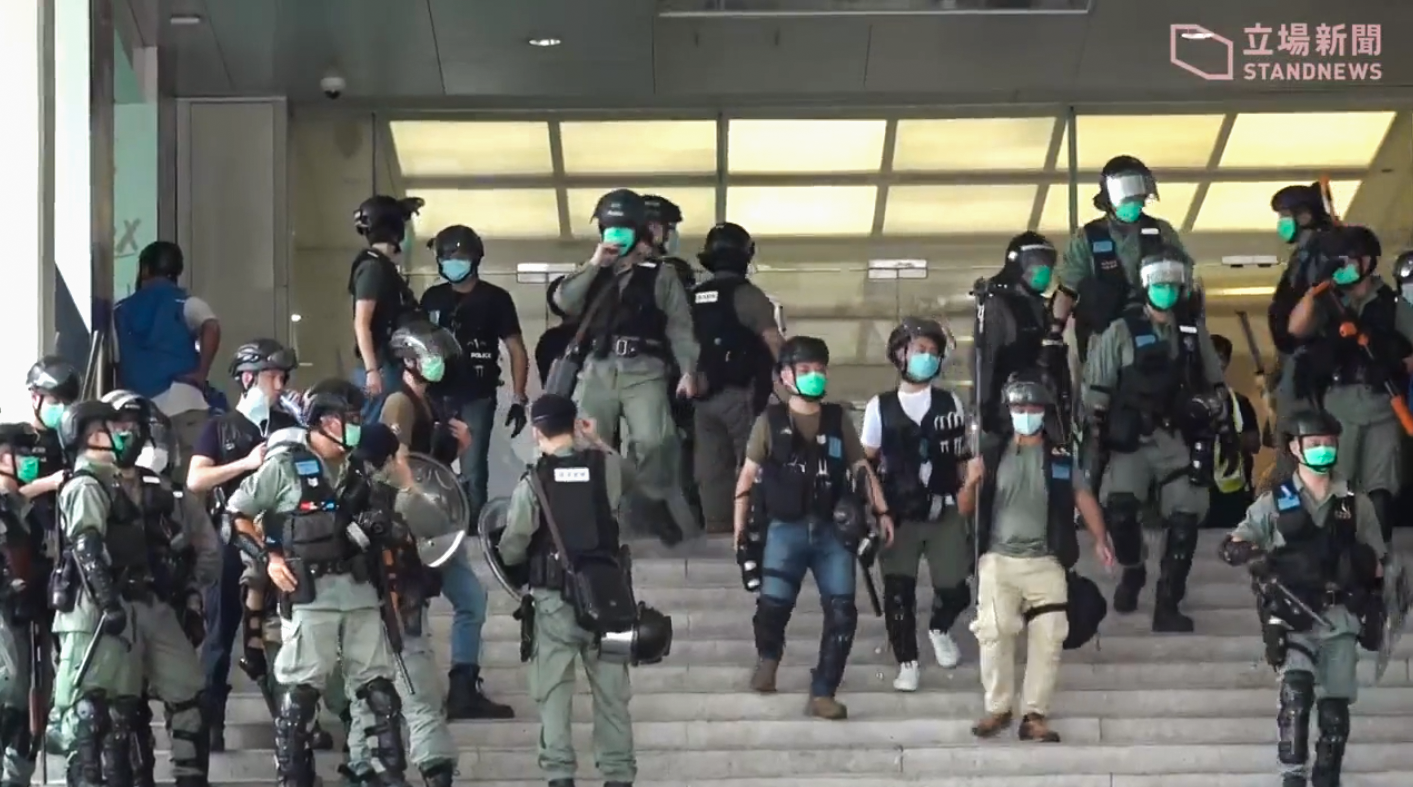
下午近3時，約40防暴警持警棍圓盾向海港城推進，但未有進入
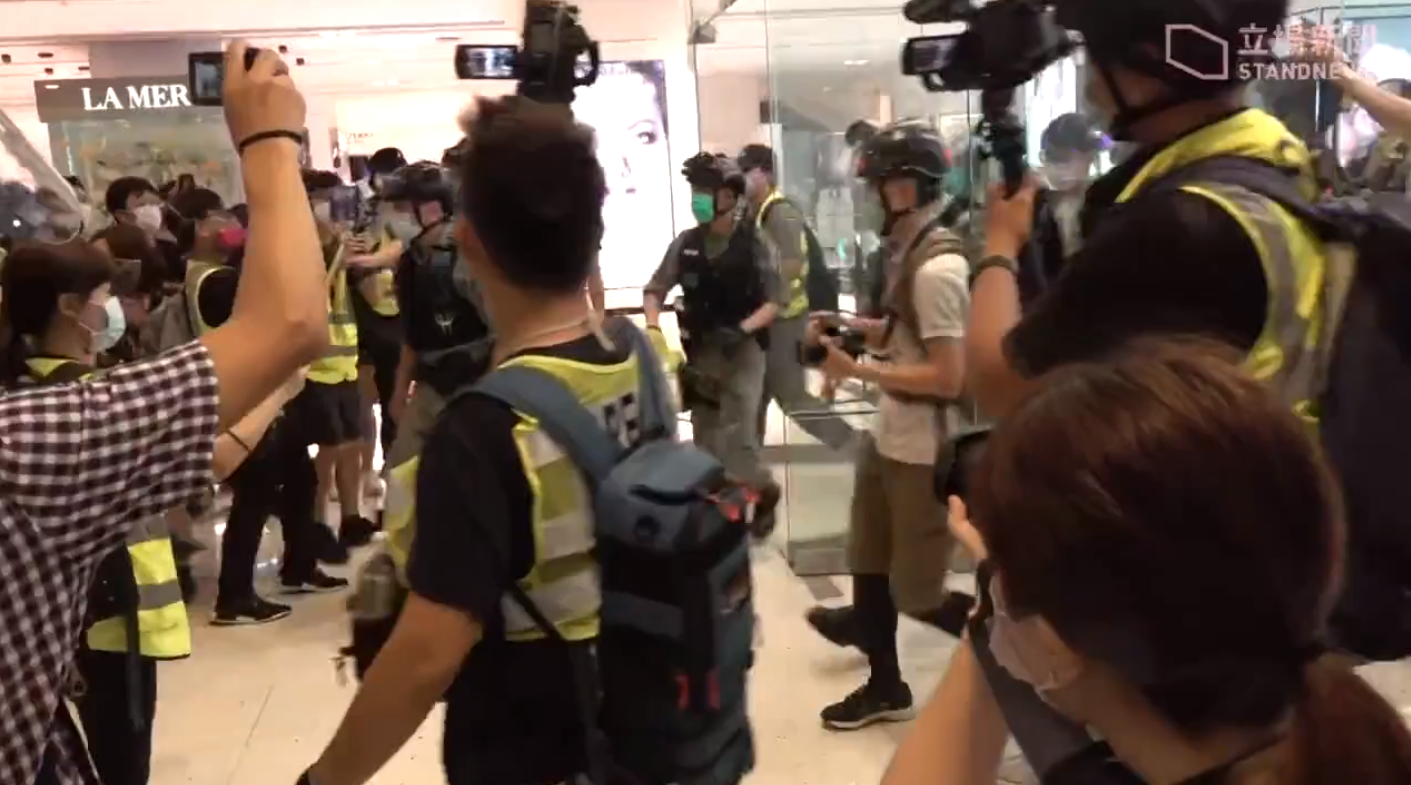
下午4時許，60名防暴警員突然進入海運大廈商場
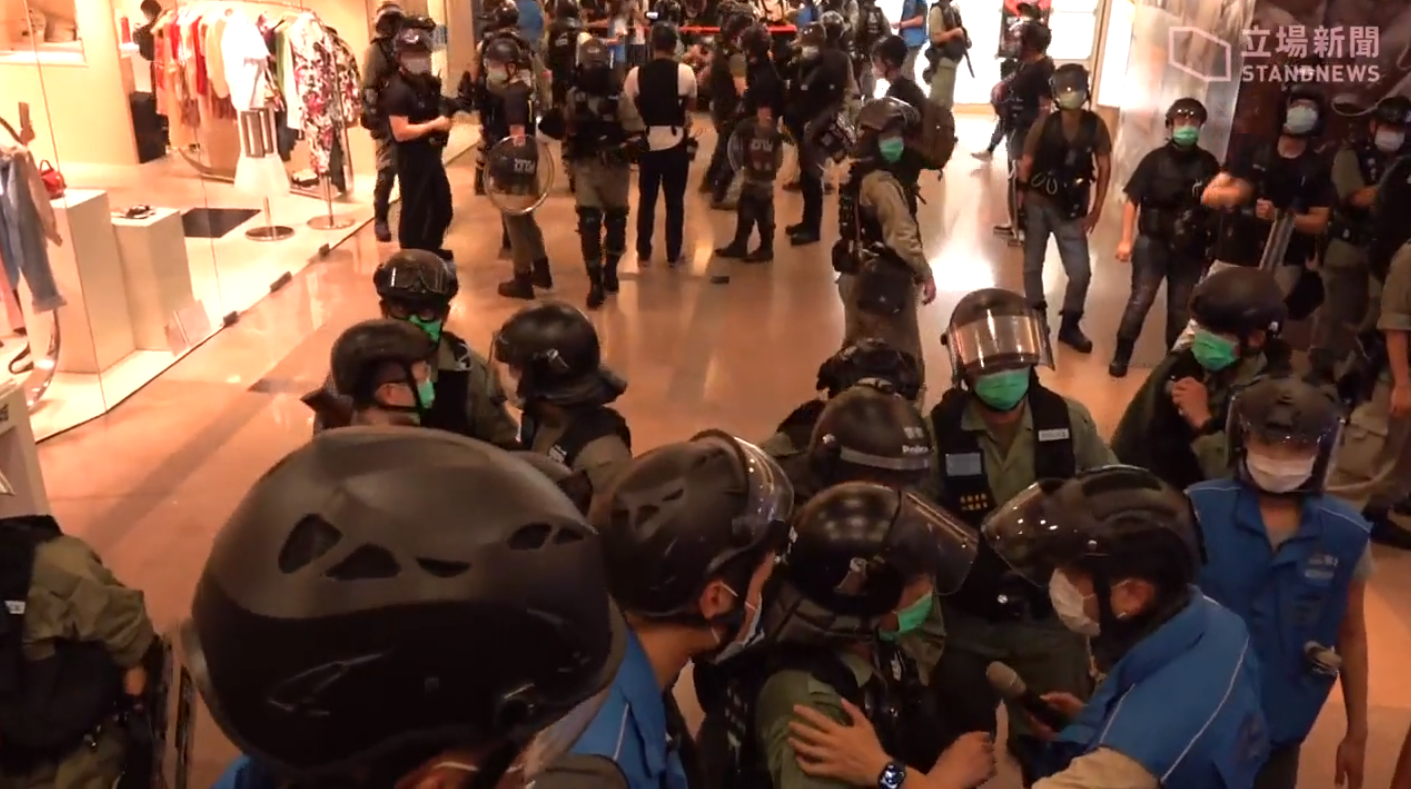
在港威商場，有防暴警員與警方傳媒聯絡隊人員爭拗
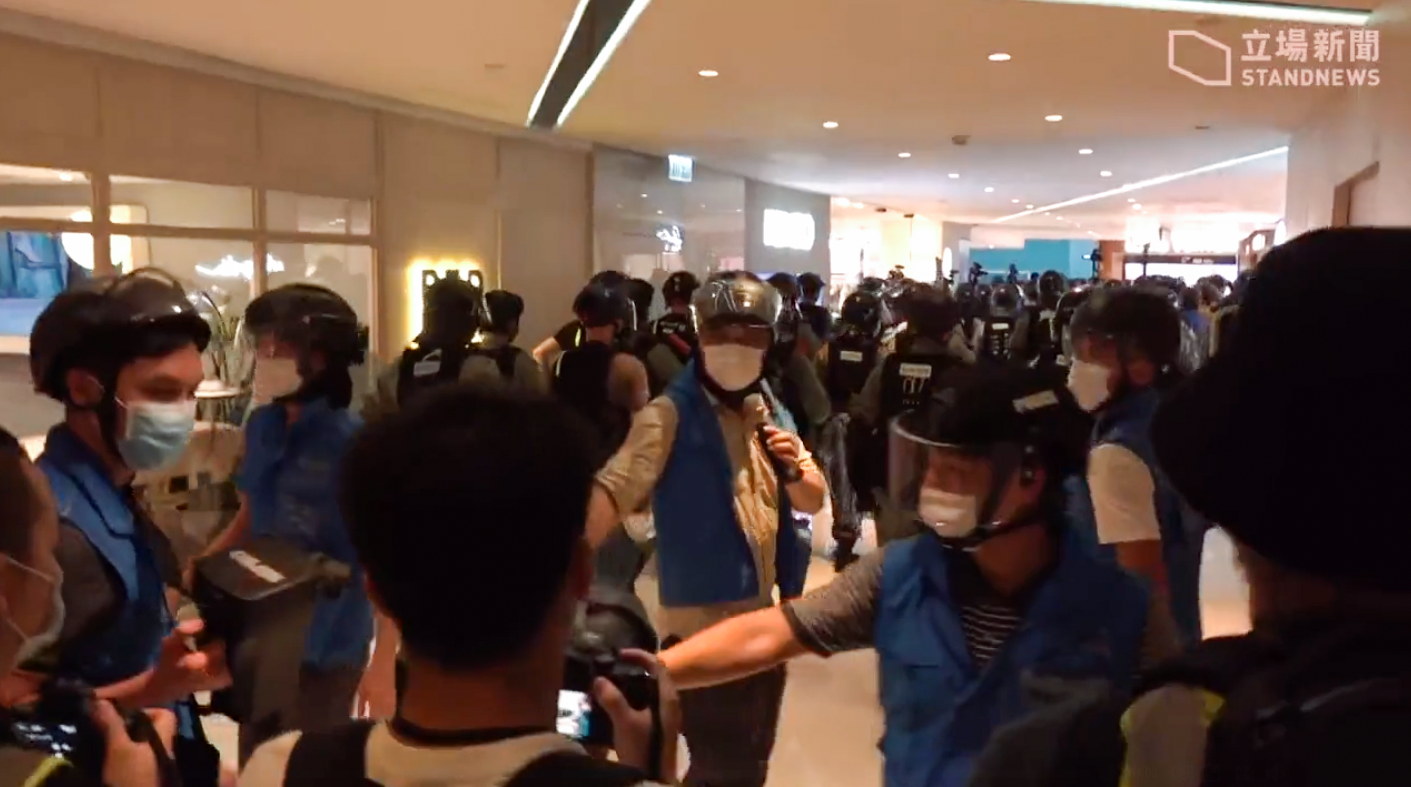
多名防暴警員進入港威商場
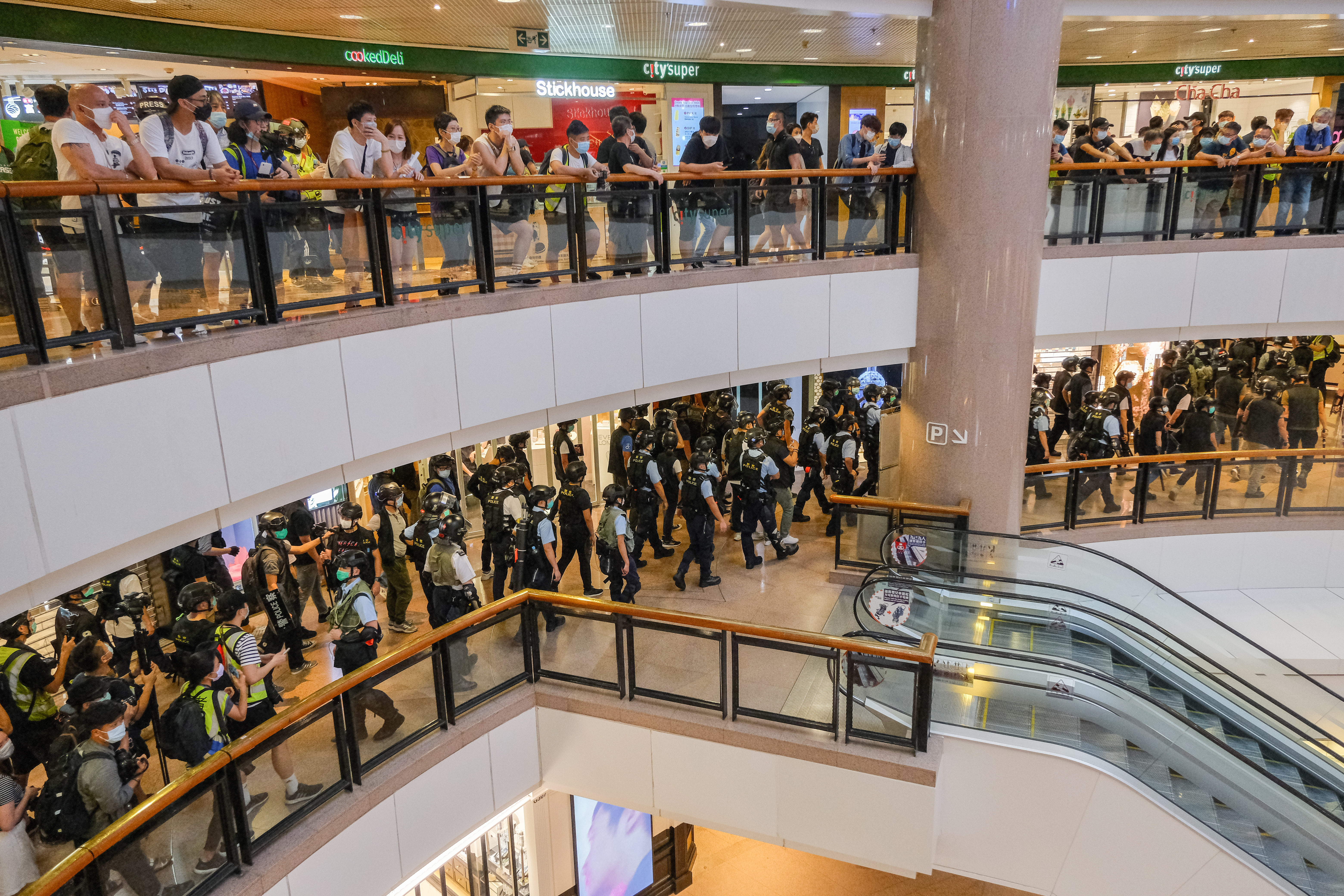
多名軍裝及便衣警員繼續在商場各樓層巡邏，而市民在中庭近圍欄位置聚集
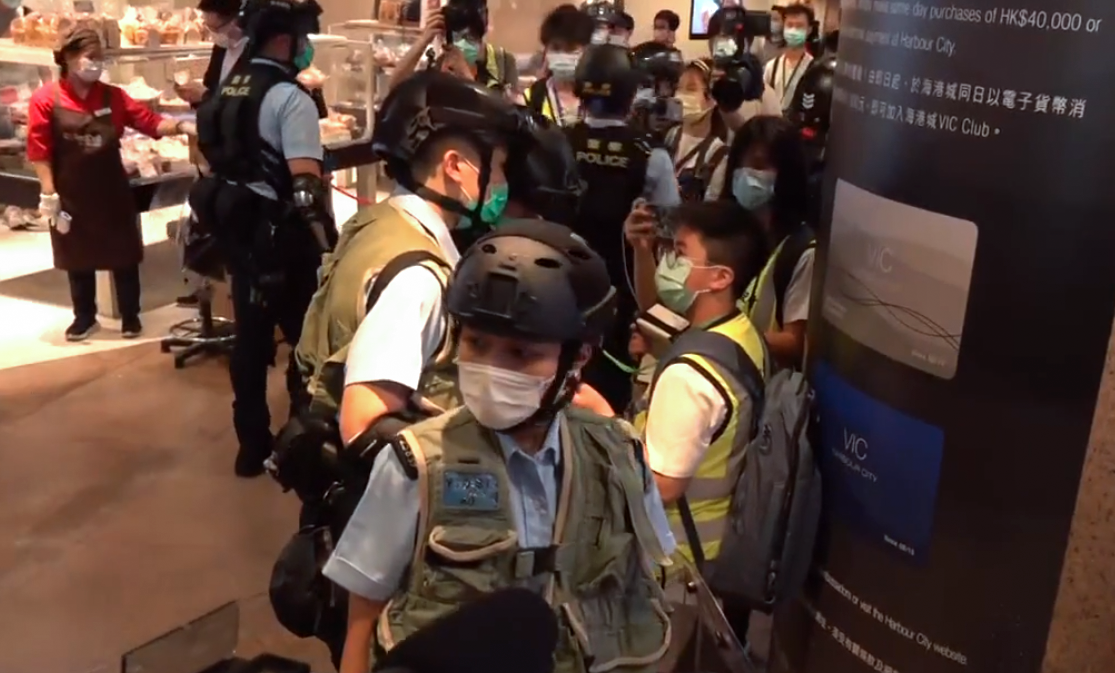
來自「深學媒體」的13歲學生記者被警員斥是童工、非法聚集，之後被帶走。
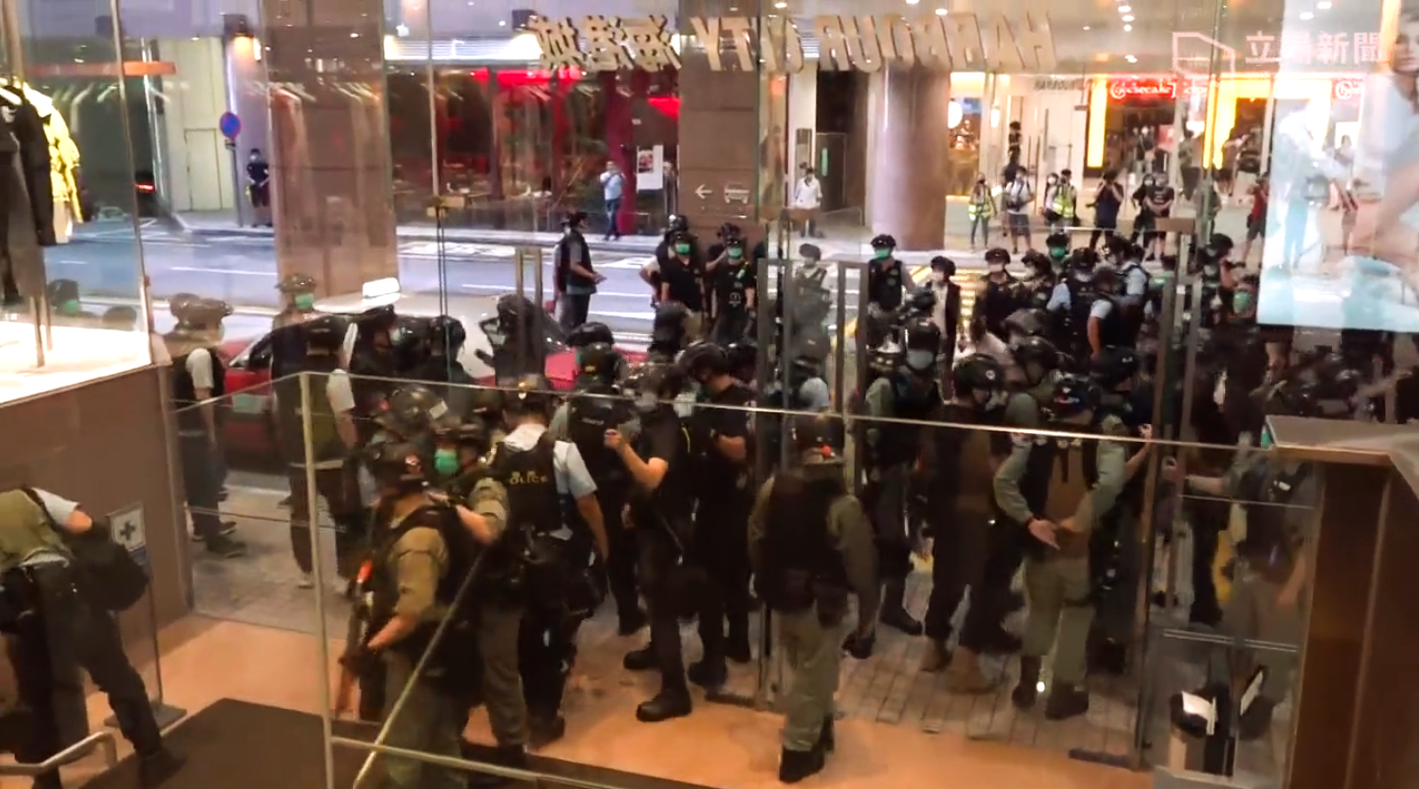
晚上6時，警員離開商場

### 旺角

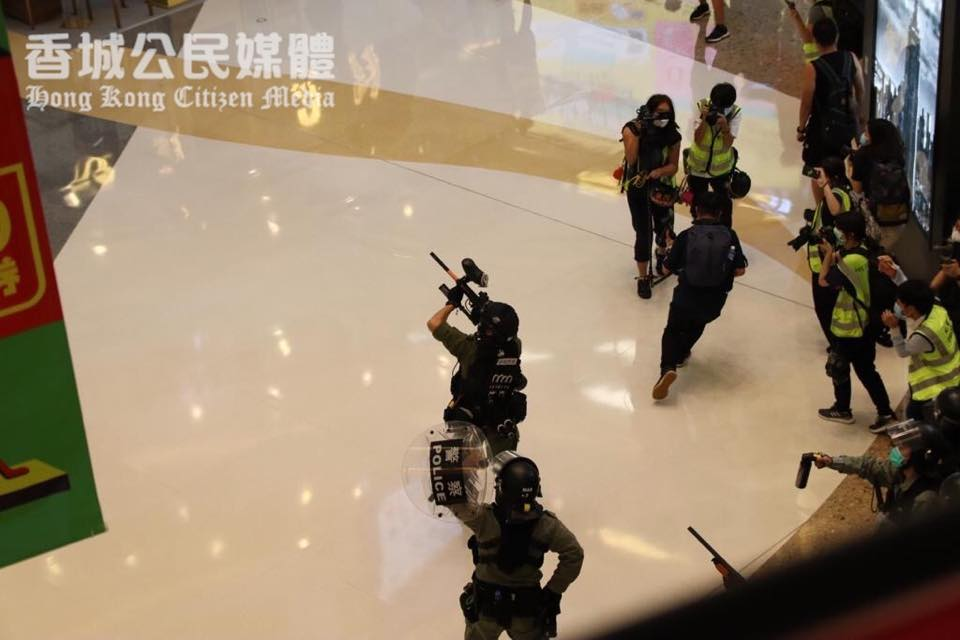
防暴警在新世紀廣場毫無警示下舉起胡椒球槍，向示威者方向發射，現場傳出槍聲及大陣胡椒味

下午4時許，過百人在MOKO 新世紀廣場中庭高叫口號後，防暴警員前往商場的天橋入口戒備。不足半小時，一批防暴警員衝入商埸多個樓層，現場一片混亂。有示威者從高處，向中庭的防暴警員掟下雜物，其後防暴警在毫無警示下舉起胡椒球槍，向示威者方向發射，現場傳出槍聲及大陣胡椒味，加上有警員向高處施放胡椒噴霧，大批在場的市民感到不適，不斷咳嗽，紛紛逃離商場範圍。在餐廳內有中椒幼童顯得非常痛苦，不斷哭喊。到了接近5點50分，商場內再有警員舉起防暴槍。而警方在食代館美食廣場拉起封鎖線，有市民拍攝到一名9歲的男童在該處被制服，而雜物佈滿地上。當有巿民問被捕人士姓名時，警員一度衝過去巿民和記者旁，並對鏡頭噴胡椒噴霧。有媒體拍攝到警員稱在場所有人須需要出示身分證，才可離開商場。而警方也要求記者離開商場。據報至少9人涉嫌非法集結被制服，送往旺角警署。

### 觀塘
市民在apm各層聚集，高叫反修例口號。防暴警在下午4時半進入商場巡邏約20分鐘，警員離去後商店才陸續恢復營業，而商場人流明顯減少。有化妝品店員表示警方行動影響生意。

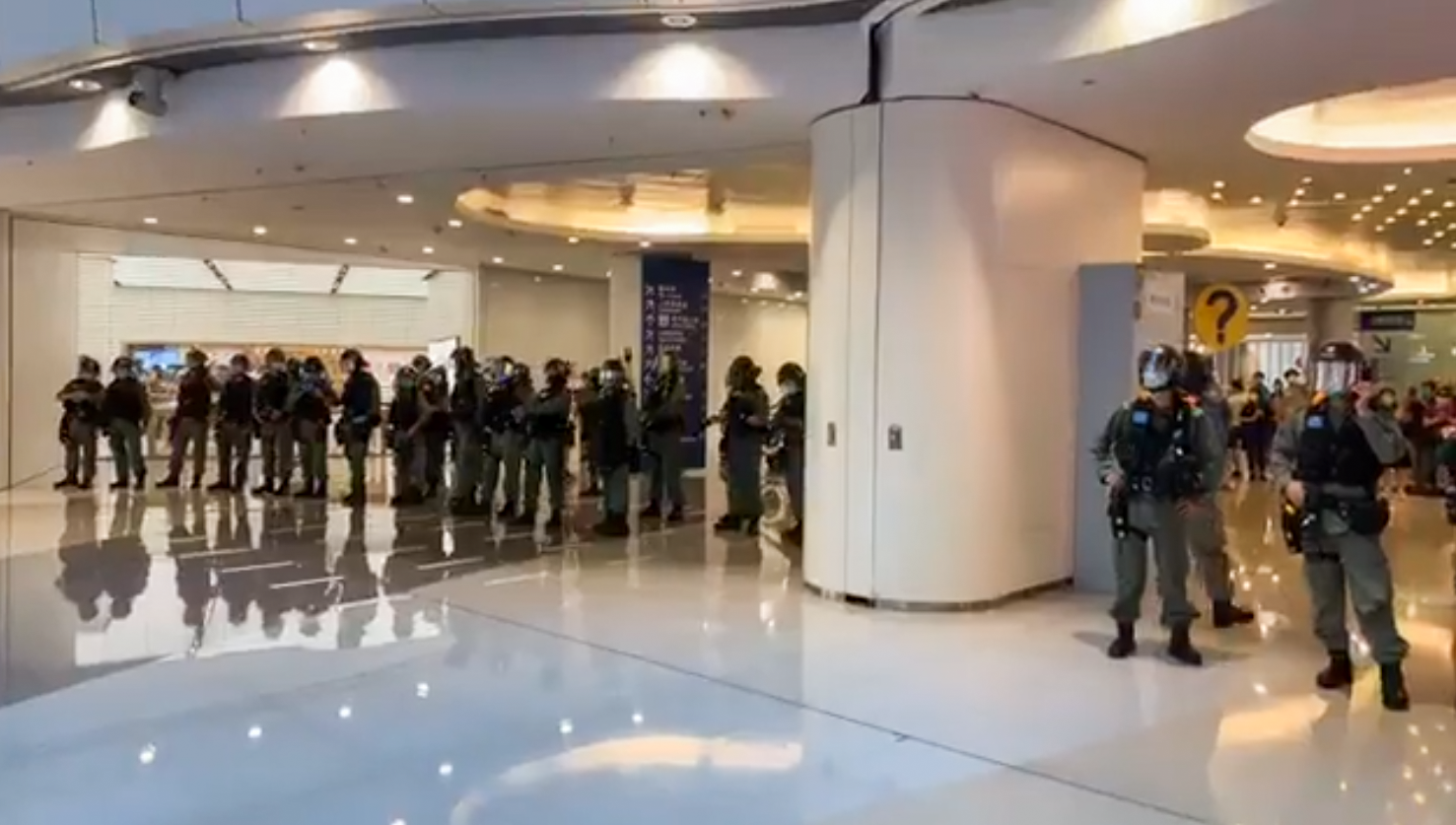
大批防暴警員在大堂層一字排開
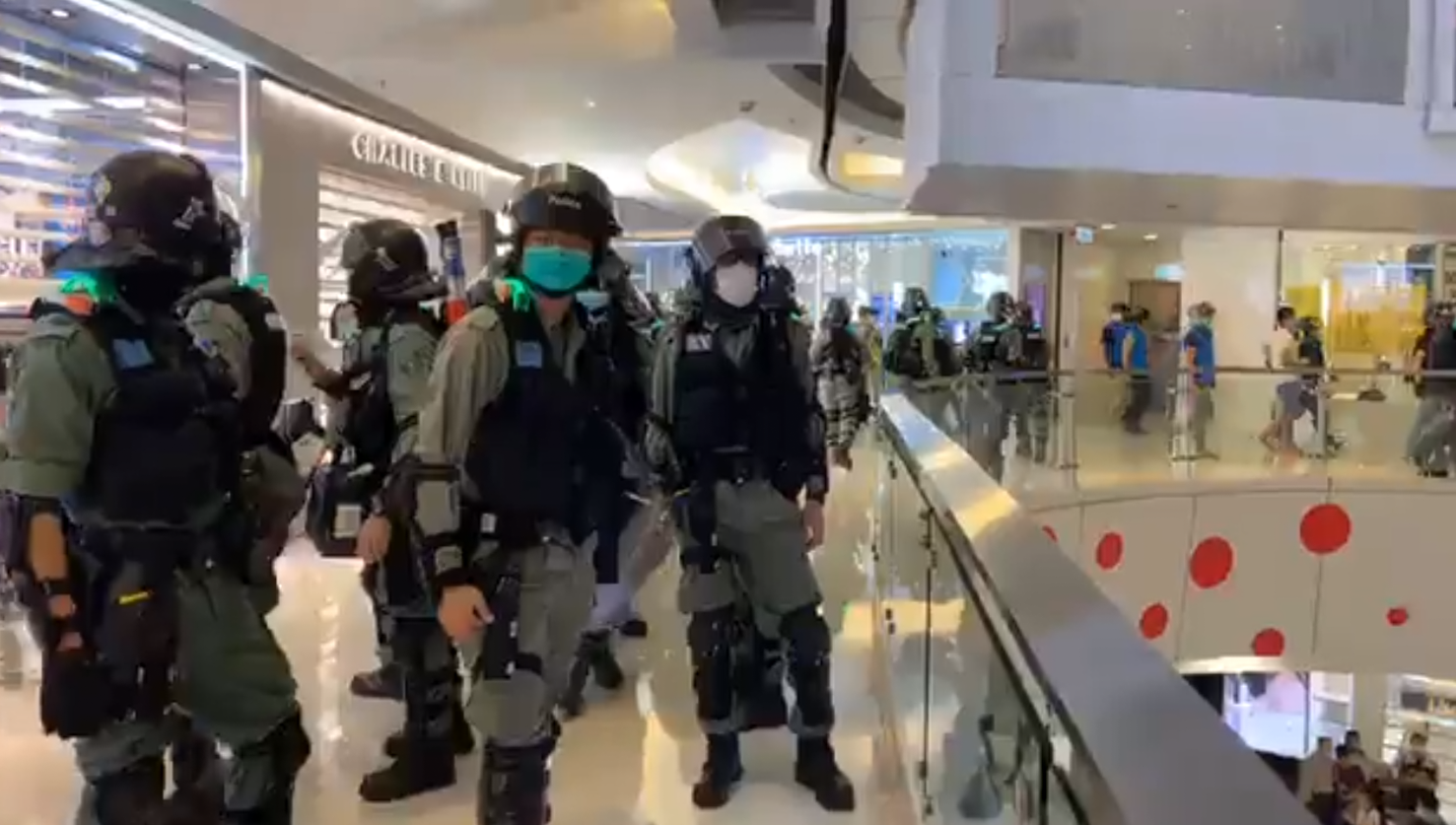
防暴警察在商場巡邏
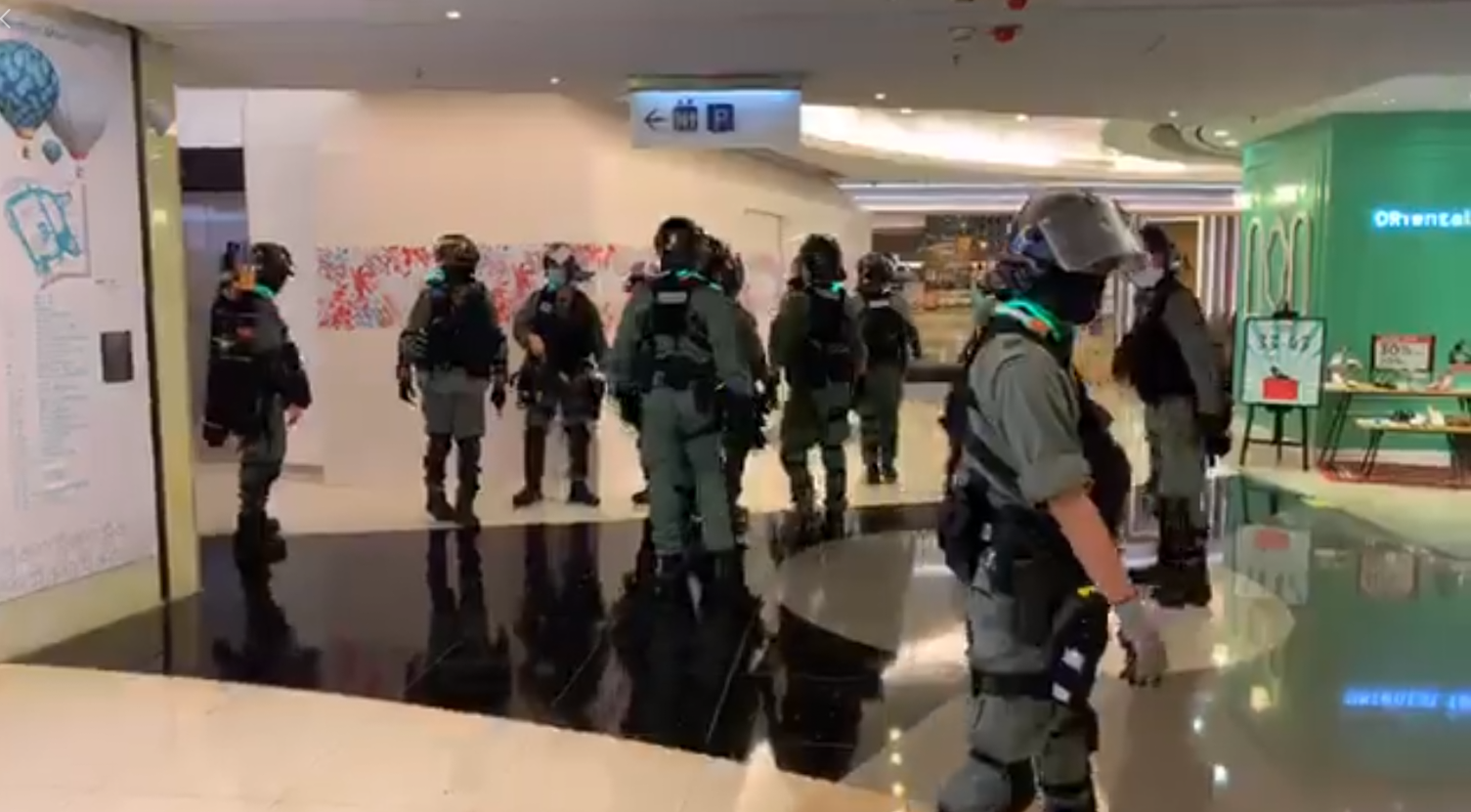
防暴警員離開商場
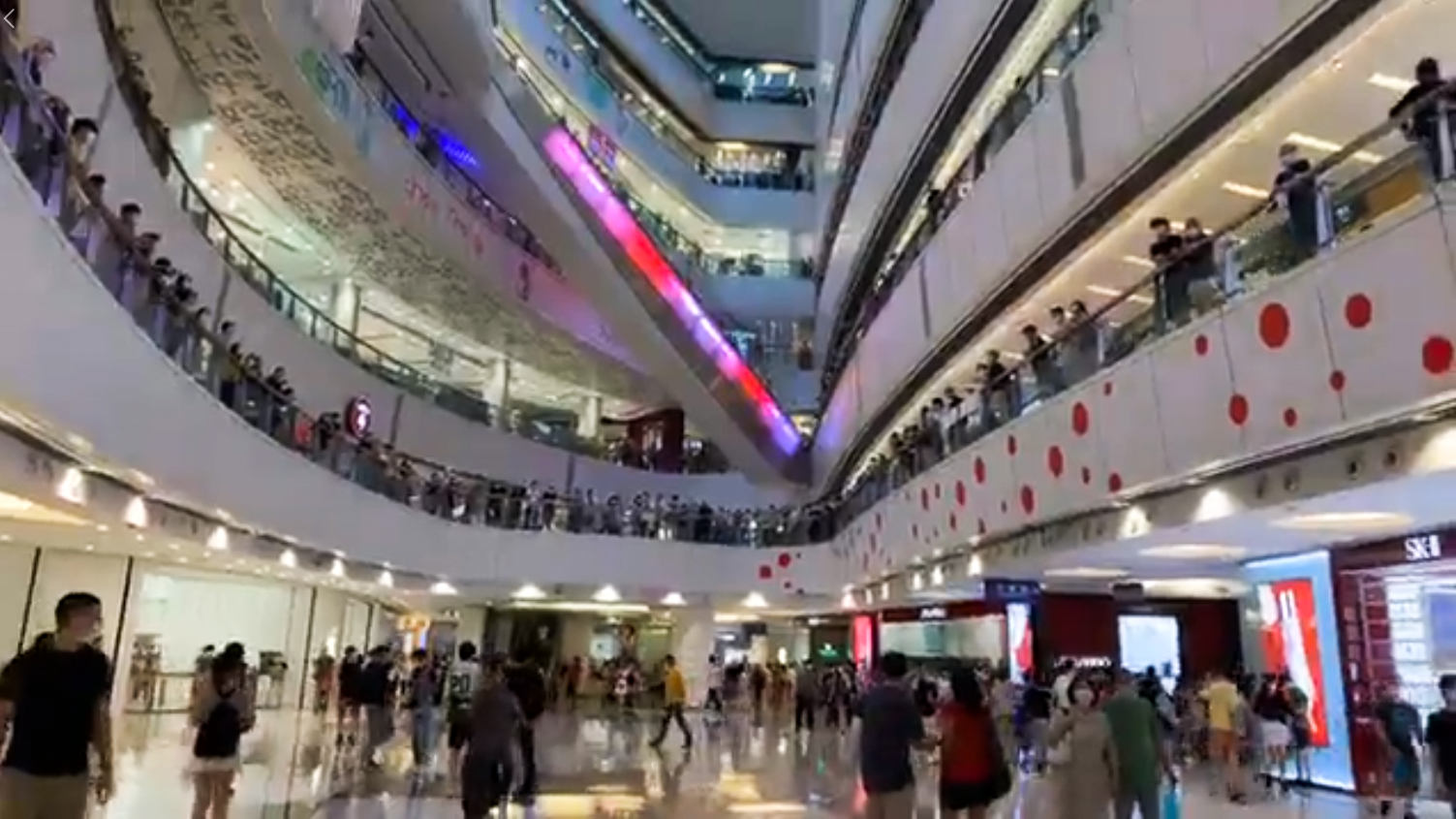
不少市民繼續聚集

### 荃灣
在下午3時，荃灣廣場有100人在中庭多個樓層響應「多區和你Sing」活動，有人叫口號，部分人手持反修例及香港獨立旗幟及橫額。到下午4時，一批軍裝警員和入境處的特務警察進入商場驅散聚集人群，並在多個樓層及中庭週邊拉起封鎖線。有線新聞記者與攝影師在採訪期間，突然被軍裝警員警告。當記者向後離開時，突然被警方拉封鎖線圍封，不能離開，以涉嫌干犯罪行截查，其後更收起記者身份證。荃灣區議員岑敖暉及4名記者等共7人被警告。事後岑敖暉接受電台節目訪問時，批評警方濫用限聚令，認為警方有規模及部署地針對記者，是政治目的多於實際需要。

### 沙田

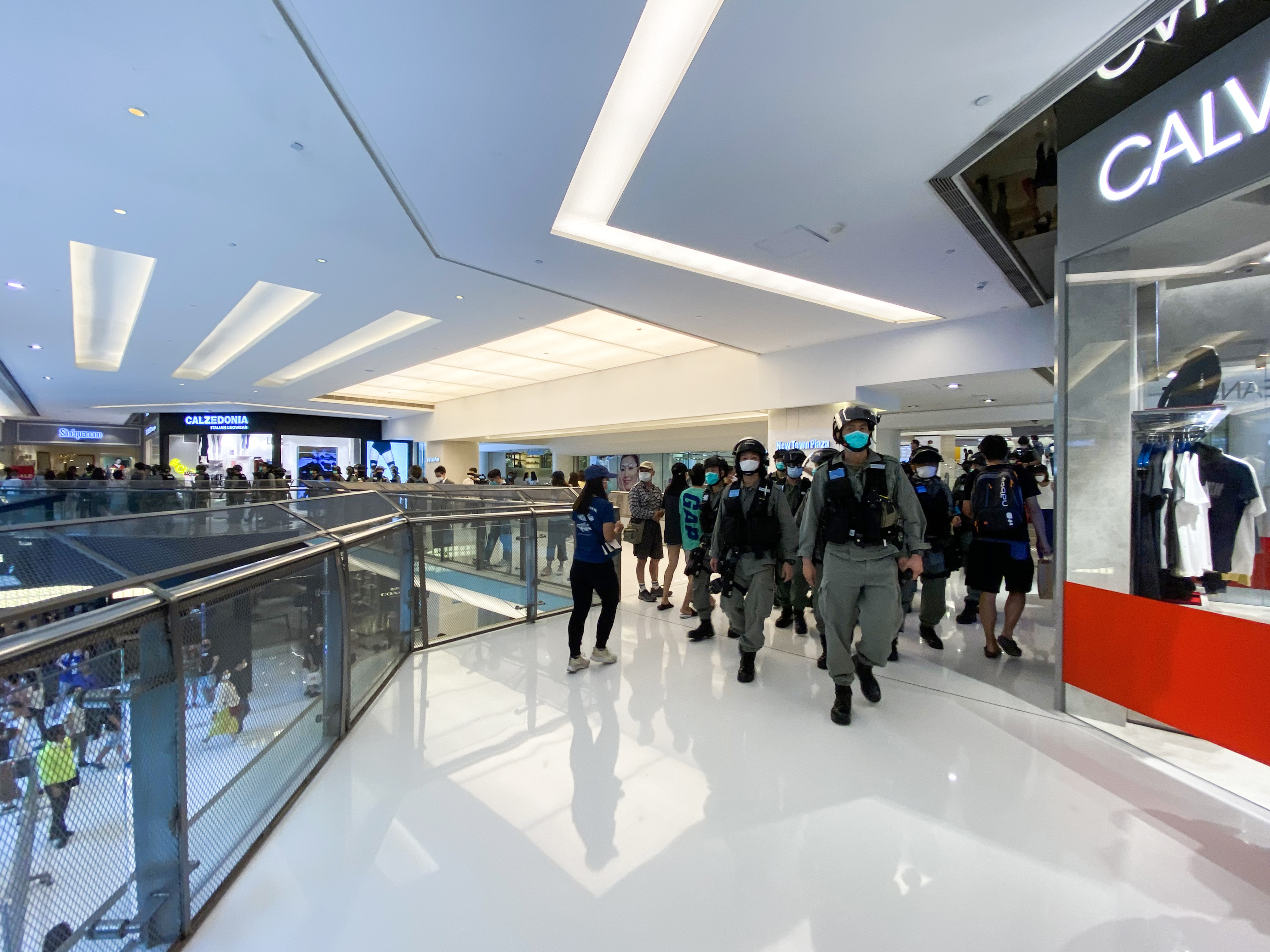
下午3時19分，防暴警察進入新城市廣場

下午3時，有近50人於新城市廣場中庭近圍欄位置聚集。到20分鐘後，防暴警察進入商場4至6樓，並在場內拉起封鎖線，並截查數人，半小時後，警員陸續撤出商場，人群之後唱《願榮光歸香港》以及叫喊口號，至傍晚逐漸散去。

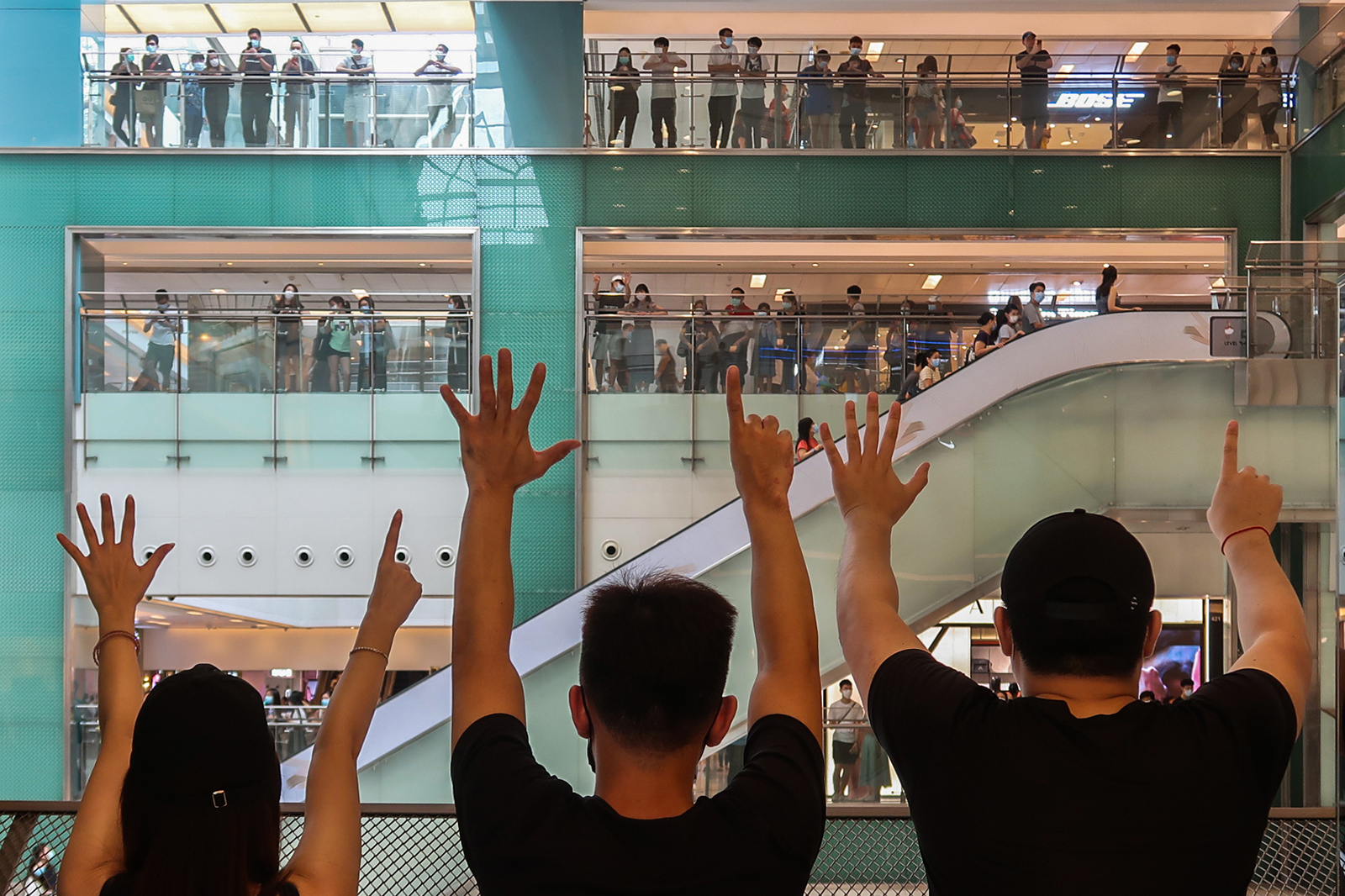
人群在中庭近圍欄位置舉起手勢
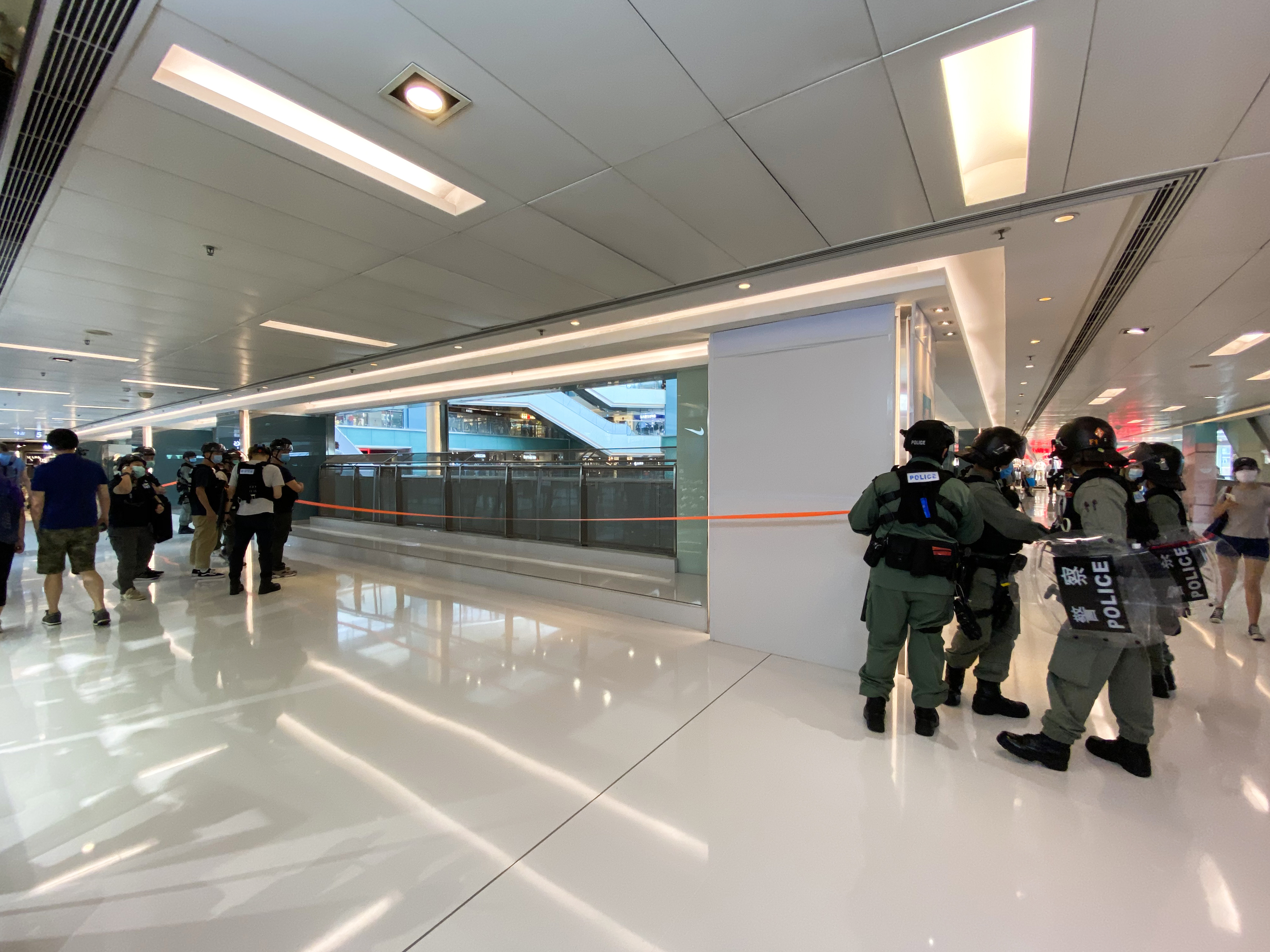
防暴警察在5樓拉起封鎖線
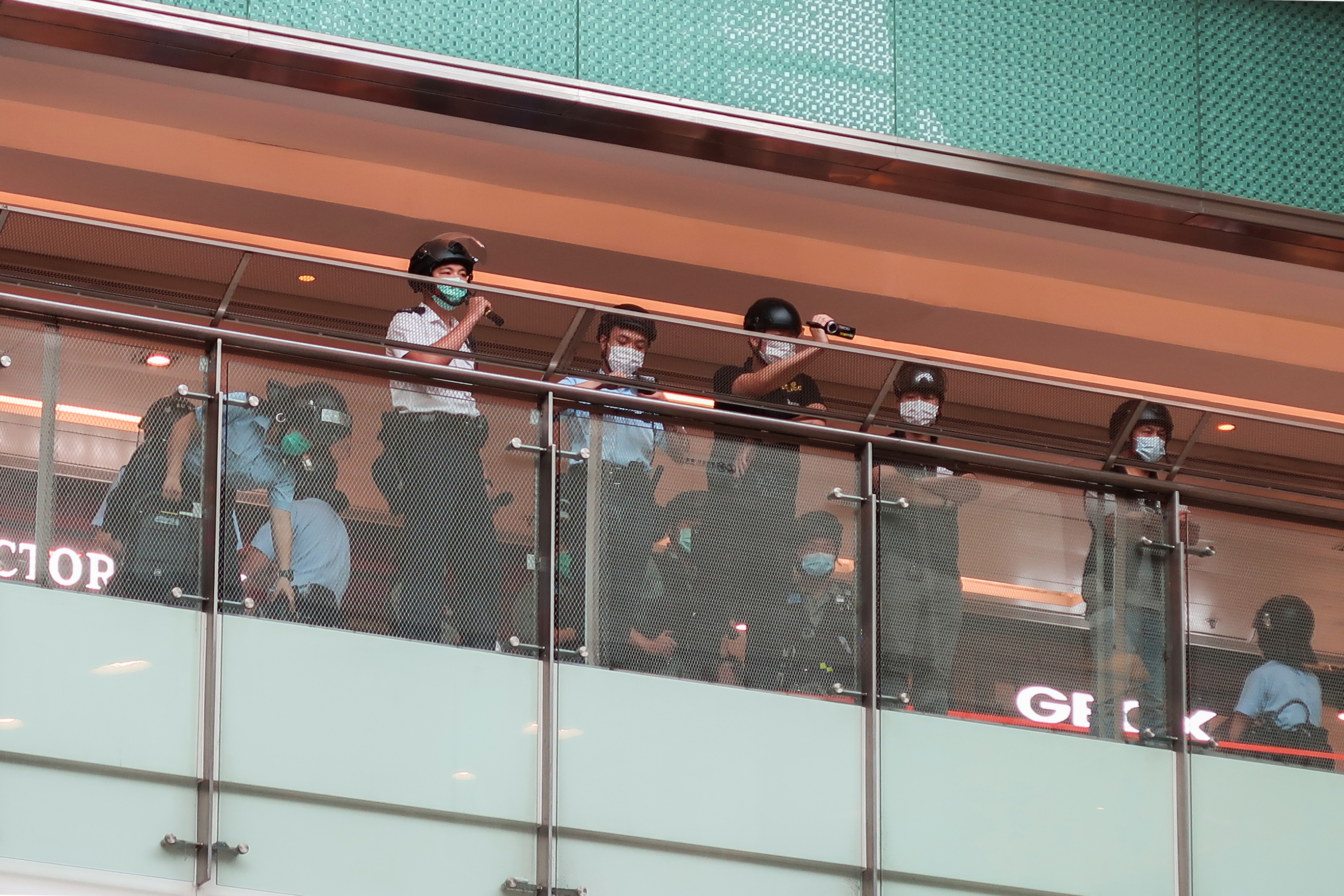
警員在中庭進行攝錄
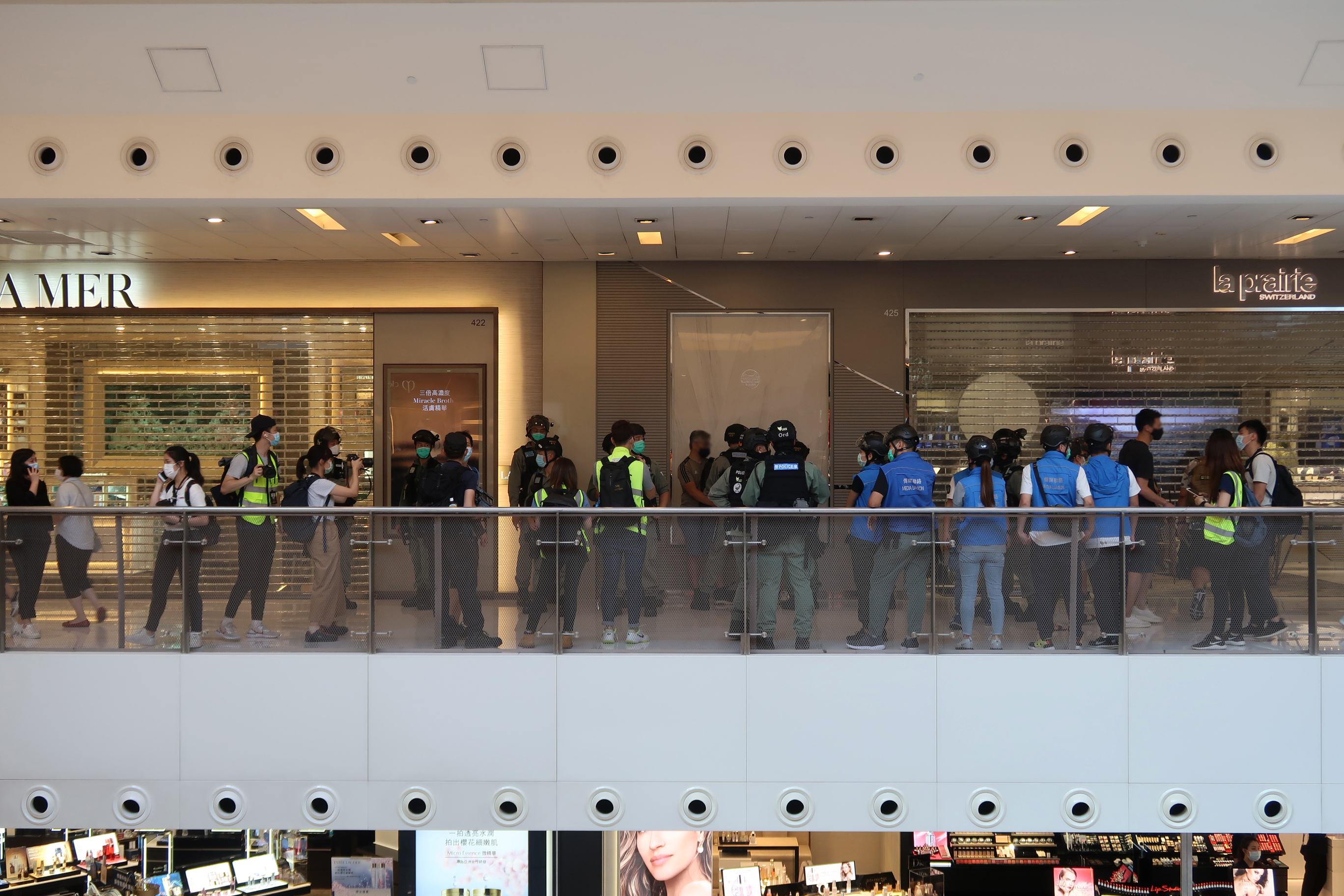
防暴警察在4樓截查數人
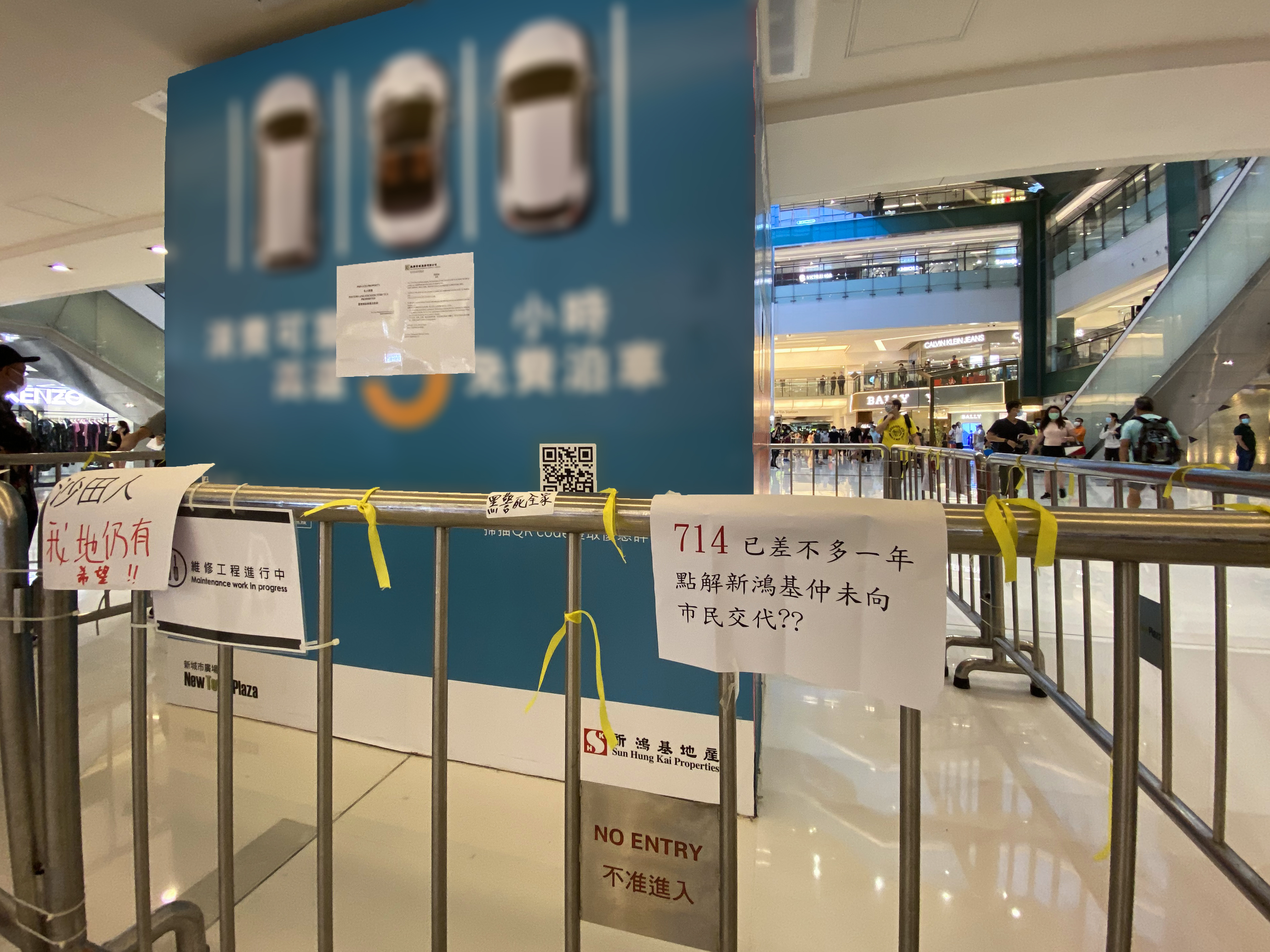
3樓被鐵馬包圍的柱，寫上市民對發展商不滿的字句

### 屯門
下午，屯門市廣場中庭範圍有過百名市民叫口號，而警方派出大量便衣警員在中庭各層監視，並截查靠近中庭的市民，要求他們解散。有一家四口被截查後與警員理論，表示只是一起逛街，人數沒有超出「限聚令」8人上限，其中一人指自己被嚇至不適。而另一名市民表示懷疑被便衣警員拍下大頭照後，發現他同時搜查其他市民。其後警員將該名市民和附近幾名圍觀的市民包圍，指他們違反「限聚令」，要求他們不可離開封鎖綫，接受搜查。部分記者亦被包圍。

### 元朗
晚上6時許，YOHO MALL 形點中庭有約數十人聚集，並高叫口號。其後有防暴警員進場，在商場各處設置封鎖線，要求在場市民離開。

### 太古城

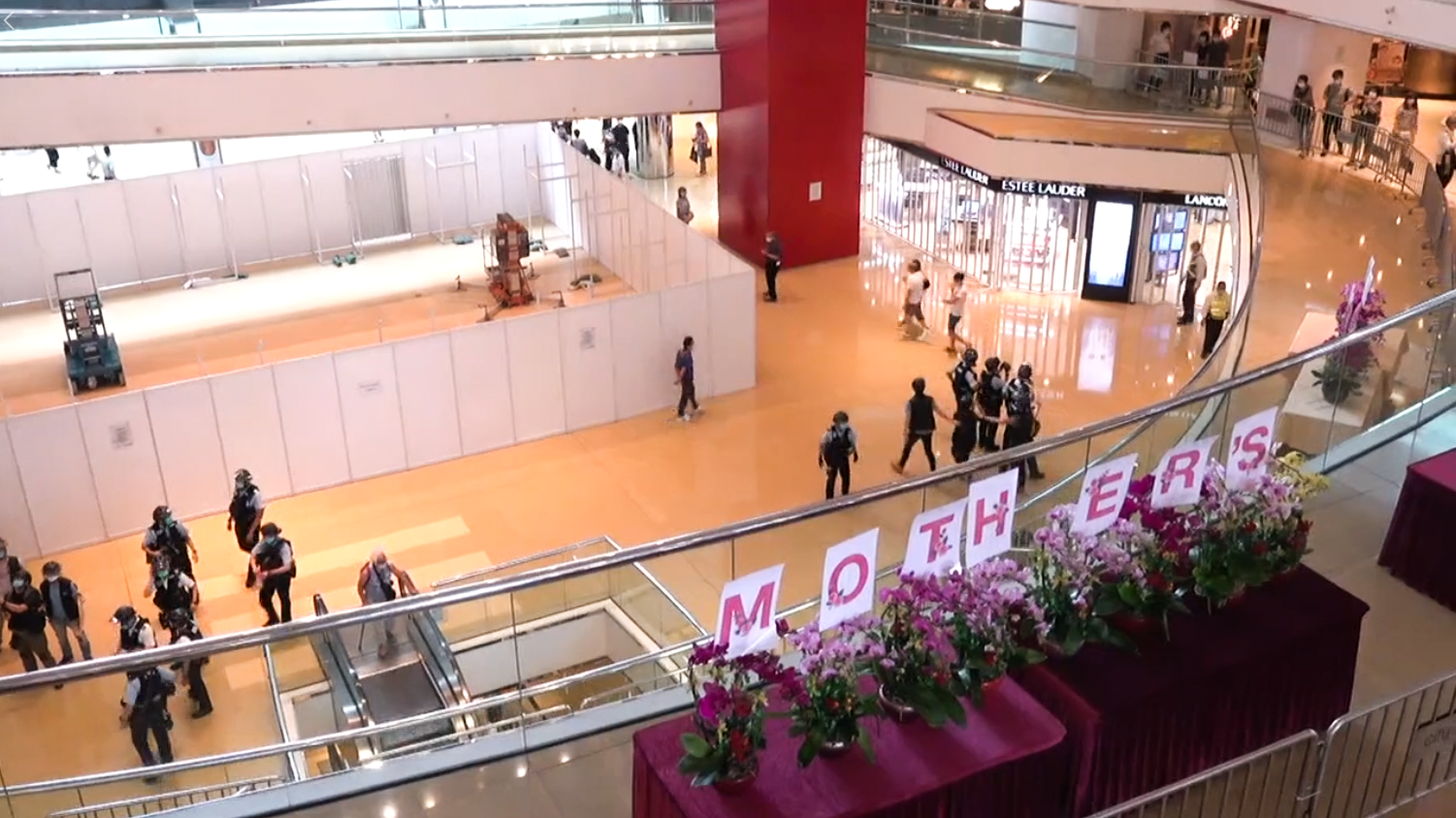
軍裝警員從二期方向到一期驅趕市民。而商場中庭加設了圍欄，並擺放了不少巨型盆栽，用英文寫上「母親節快樂」字眼

在太古城中心，有近50名市民在一期中庭參與「和你唱」。到下午3時，東區指揮官韋志達聯同約50名軍裝警員，從5樓英皇道入口進入商場，並用膠帶拉起封鎖線，阻止市民進入商場4樓。警員一度離開商場，之後有部分警員從二期方向折返到一期，驅趕及票控商場內的市民。有一家三口慶祝母親節到商場期間，突然被警方直接票控。該名市民拍攝被票控的過程時，更被警方恐嚇加控阻差辦工。市民批評限聚令無所適從。而商場中庭加設了圍欄，並擺放了不少巨型盆栽，用英文寫上「母親節快樂」字眼。當區區議員趙家賢表示至少4名市民接獲警方告票，批評警方檢控不合邏輯。

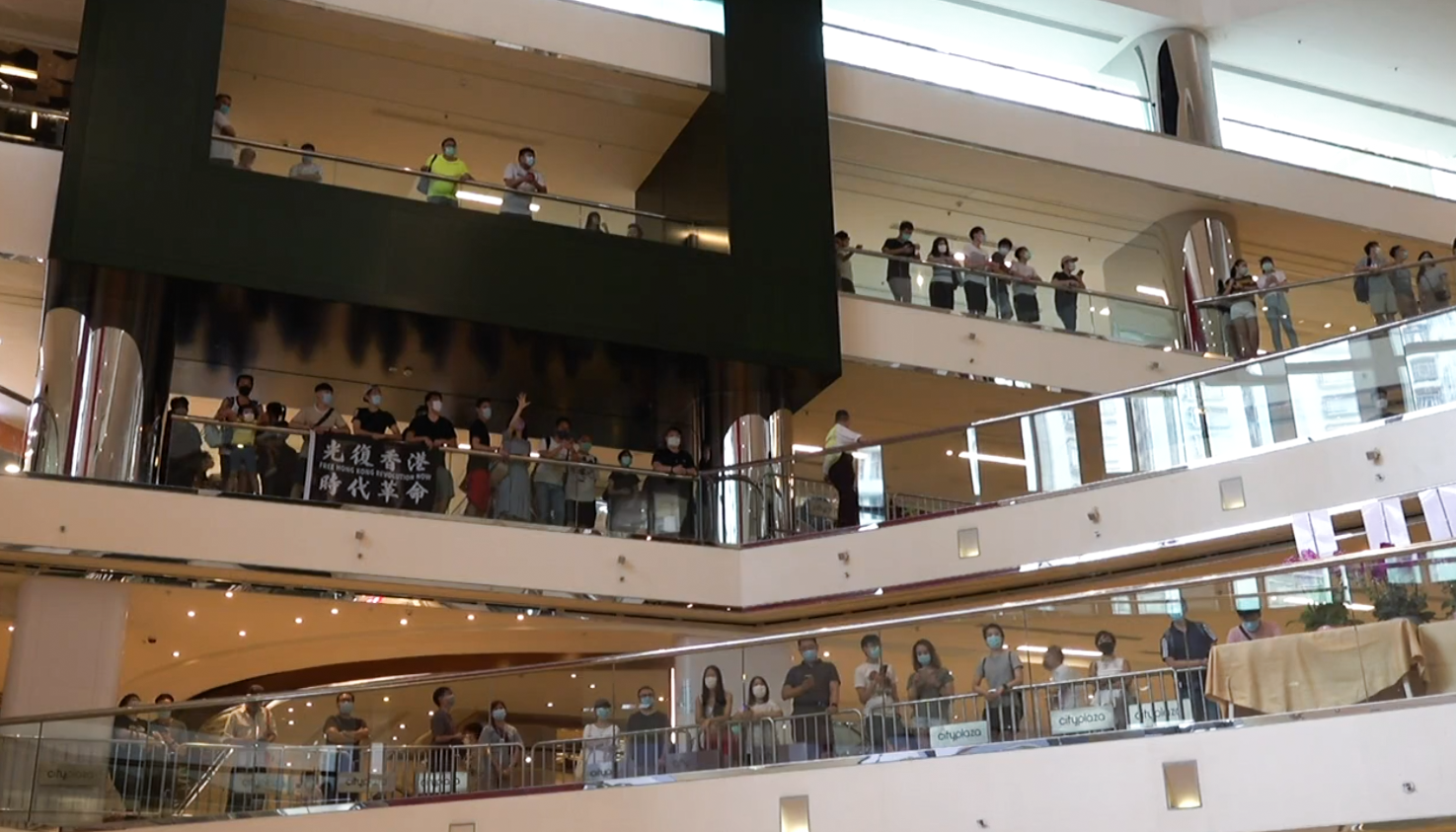
近50名市民在一期中庭參與「和你唱」
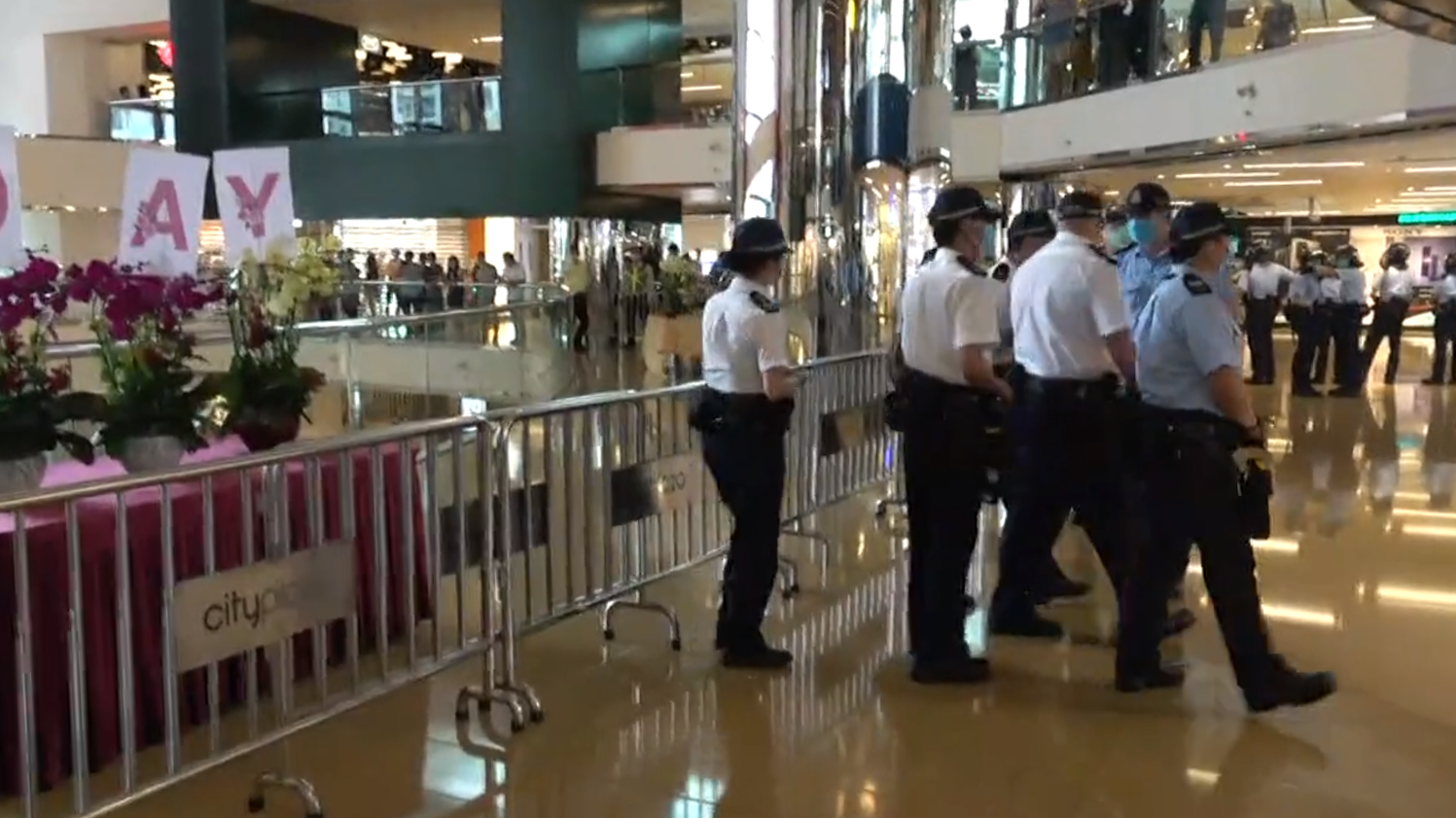
軍裝警員在商場4樓
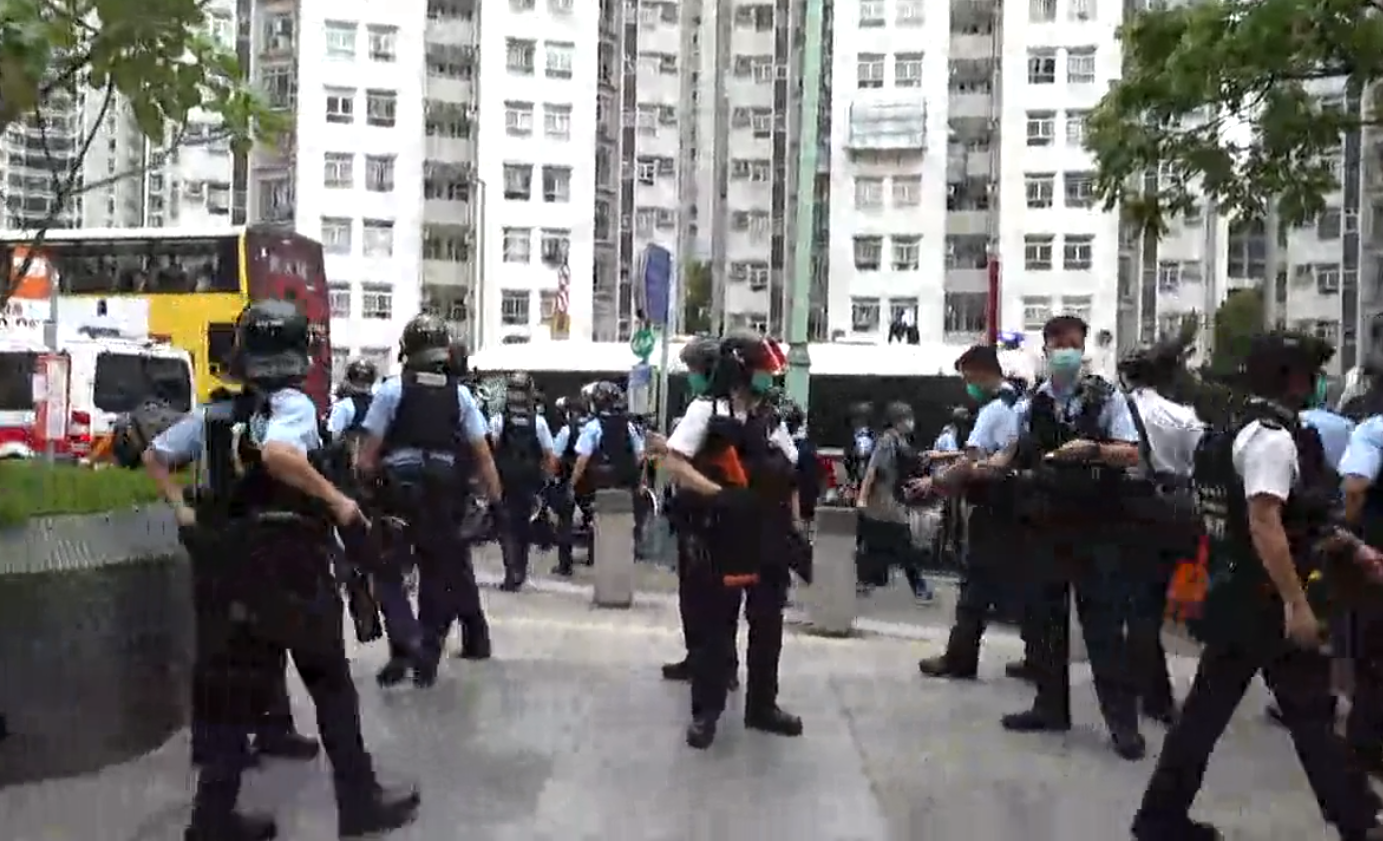
警員一度離開商場，返回英皇道
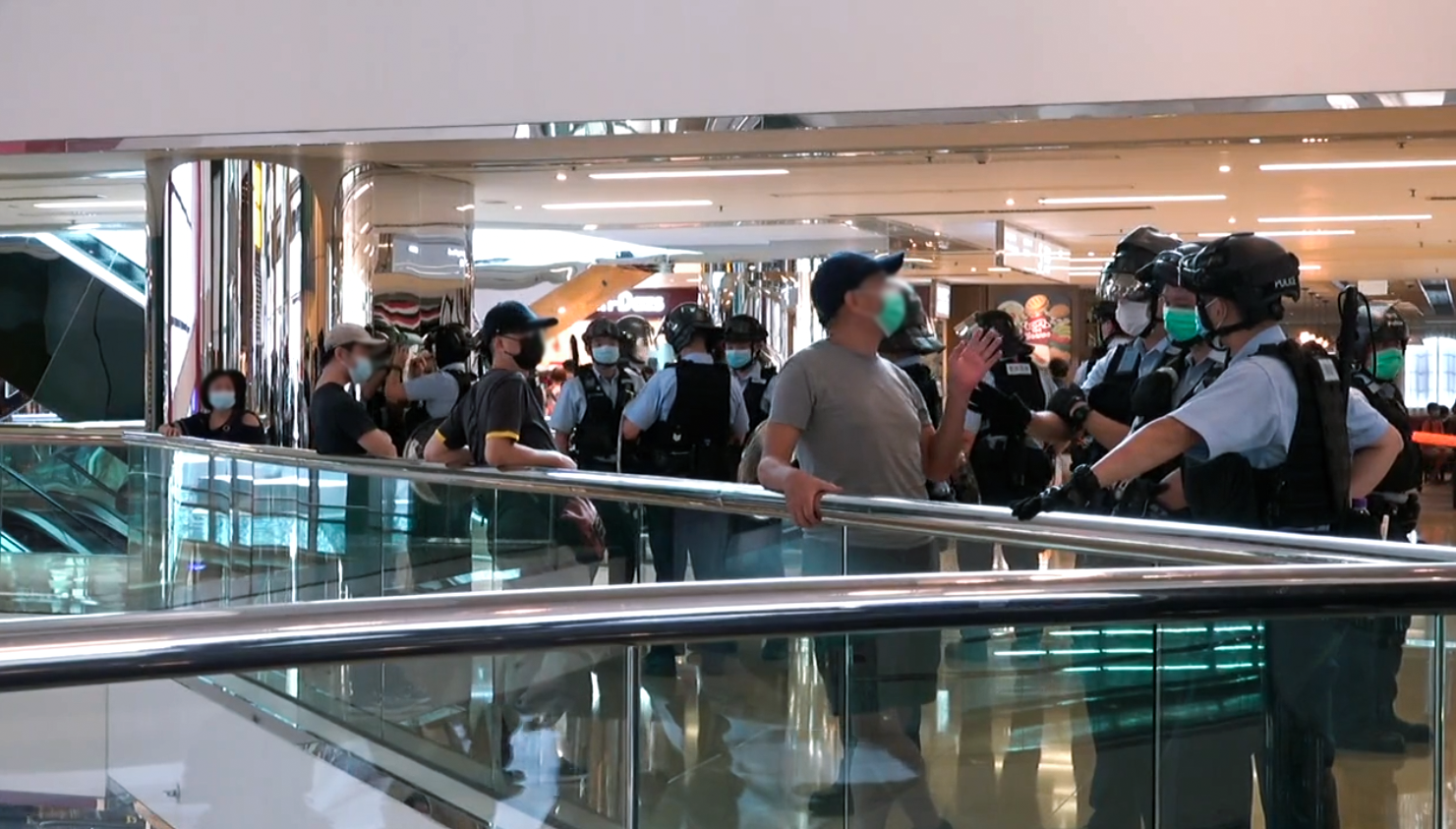
5樓有一家三口被檢控

## 事後旺角衝突

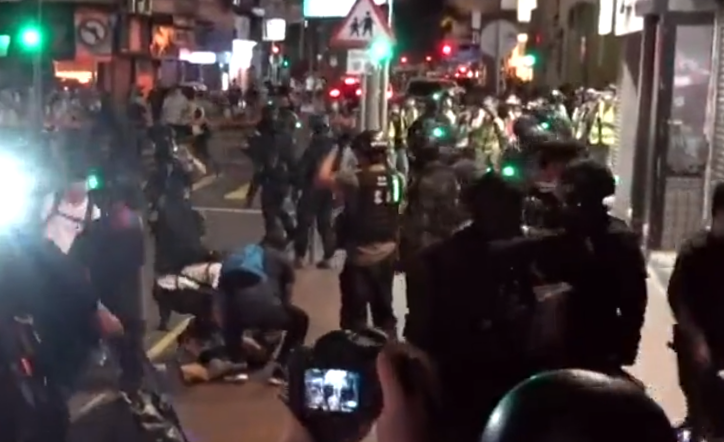
便衣警在山東街制服3人

晚上7時左右，有示威者轉往西洋菜南街及豉油街一帶聚集，防暴警隨後到場驅趕示威者，並朝在場記者施放胡椒噴霧。晚上8時，警方多次舉起藍旗，並一度衝出封鎖線驅散在場人士，其後以限聚令票控多人，包括其中前學民思潮發言人黃子悅，事後表示被多名警民作出言語性騷擾，評論其身材，在要求解鎖電話時被指責電話是被盜竊物品。。至晚上9時許，示威者繼續在西洋菜南街及山東街一帶聚集，有人將垃圾桶搬出馬路並將之焚燒。防暴警和速龍小隊之後作出驅散，有便衣警在山東街制服3人。晚上10時，彌敦道銀行中心廣場對出有紙皮等雜物起火，防暴警再一次驅散在場人士，其間有記者和警員被噴中胡椒噴劑，防暴警隨後拉起封鎖線，並不斷與記者推撞。深夜11時許，立法會議員鄺俊宇在彌敦道近山東街交界手持大聲公調停，要求警員不要向記者射胡椒噴霧，突然被警員推跌地上後，以膝頭壓着其頭部，將其按地制服，之後被帶上警車。

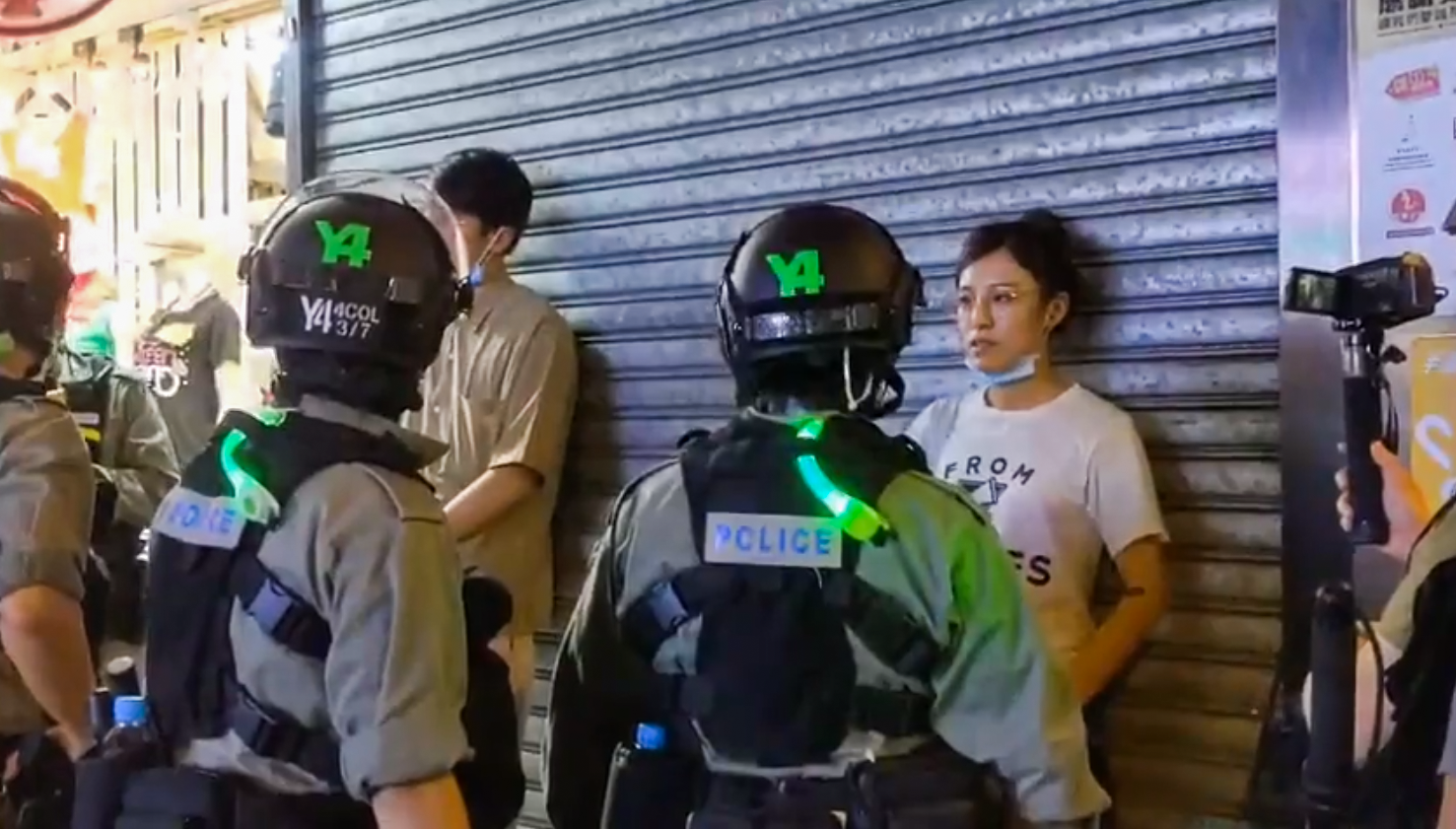
前學民思潮發言人黃子悅及男朋友二人被指違限聚令遭票控，她稱被警員侮辱及性騷擾
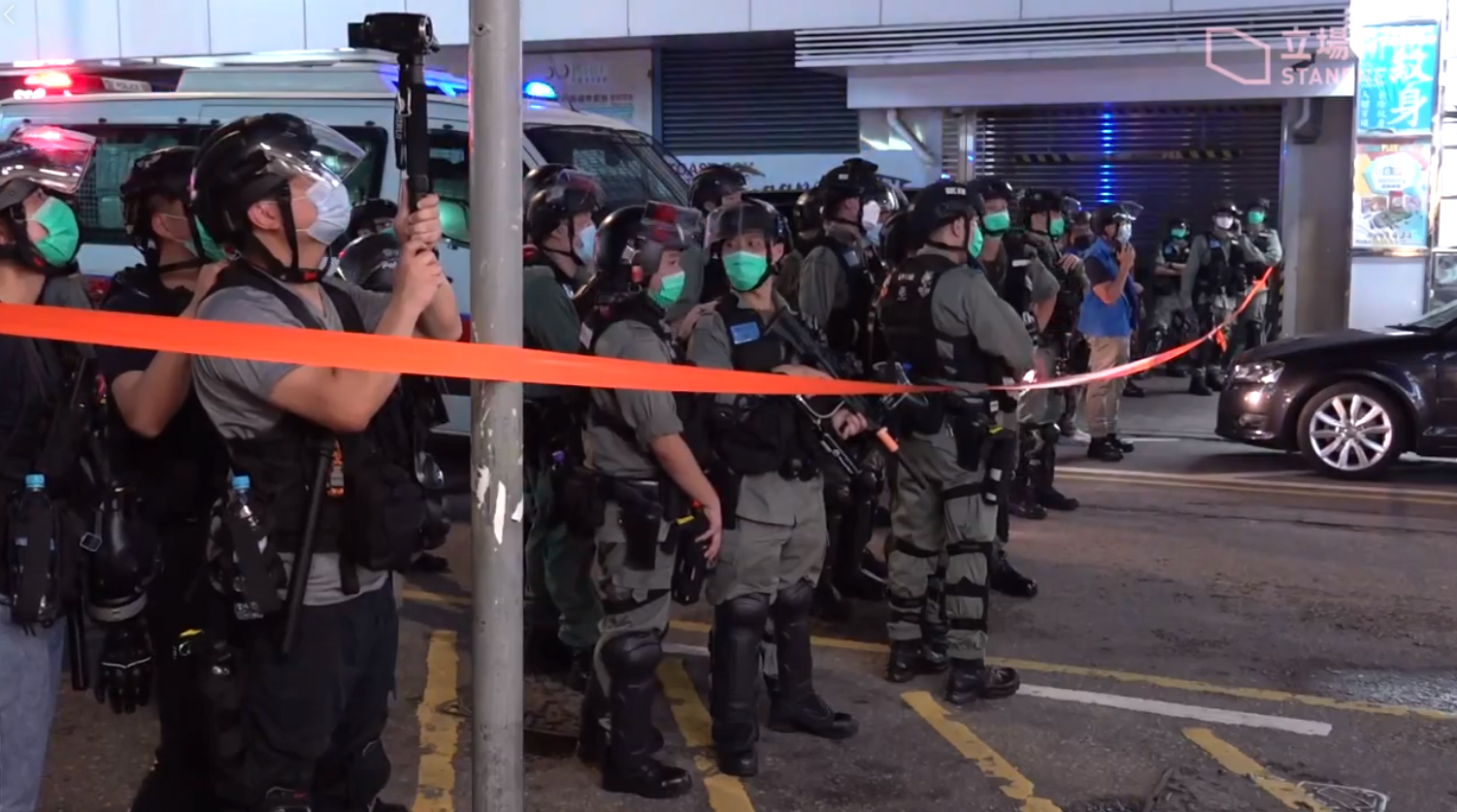
警員在西洋菜南街設封鎖線
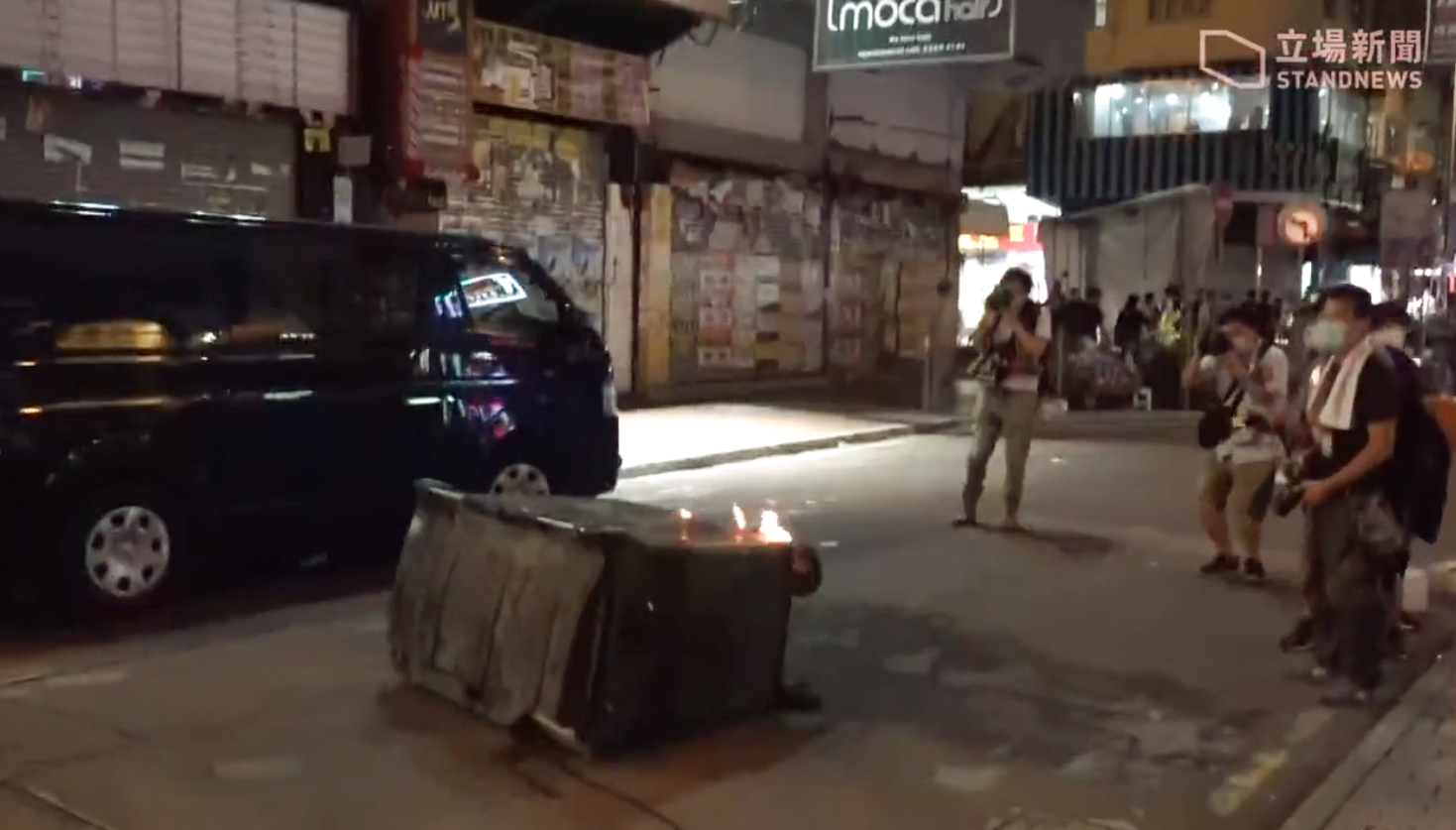
有人將垃圾桶搬出馬路並將之焚燒，但火勢很快熄滅
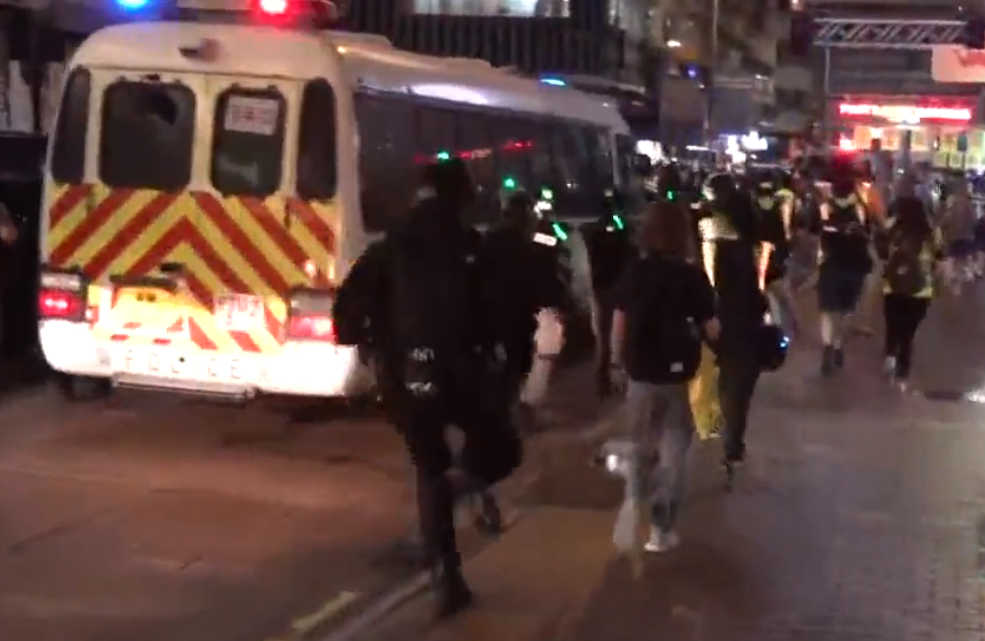
速龍小隊突然趕到現場
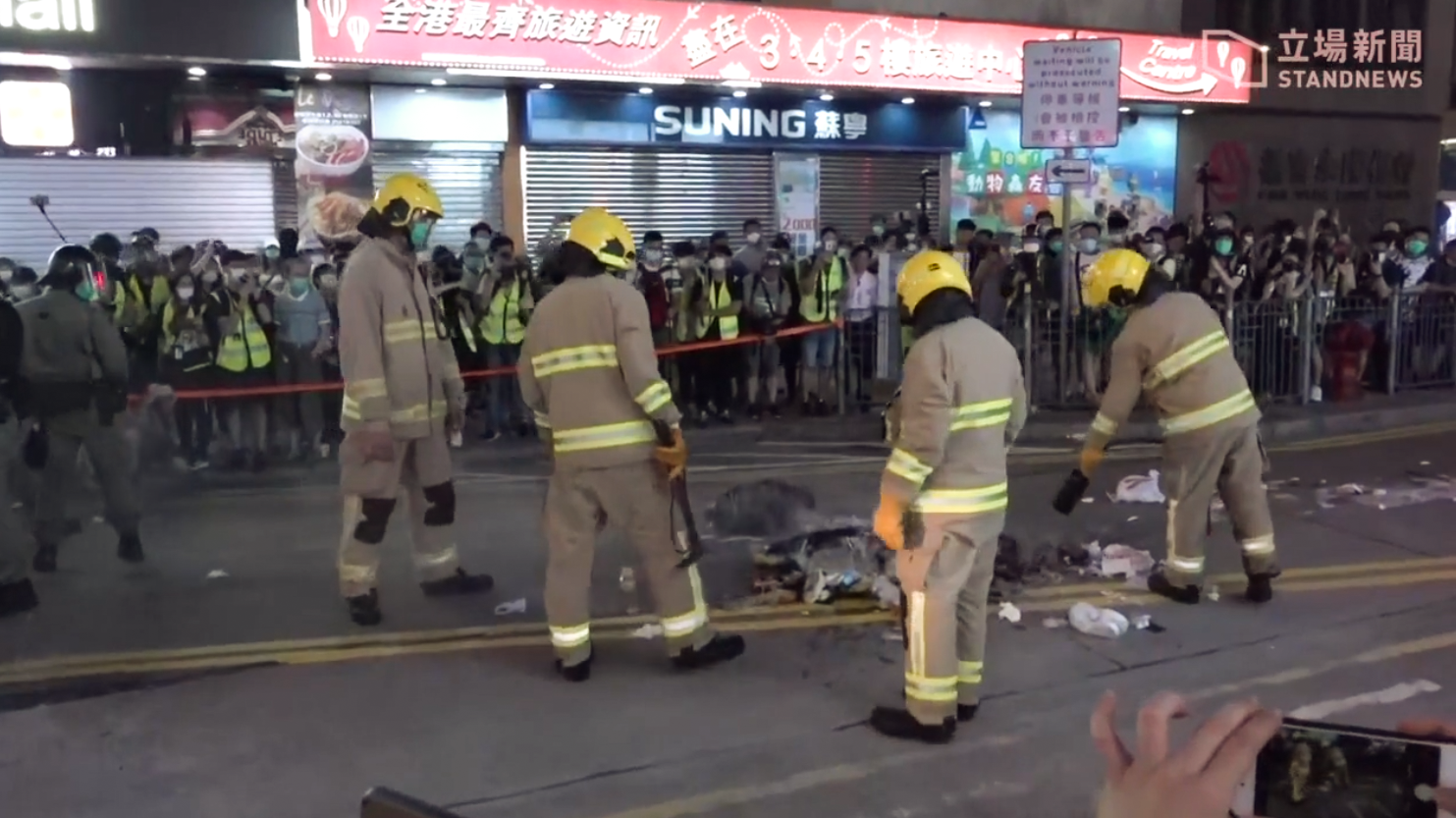
西洋菜南街有雜物起火，消防員到場熄滅
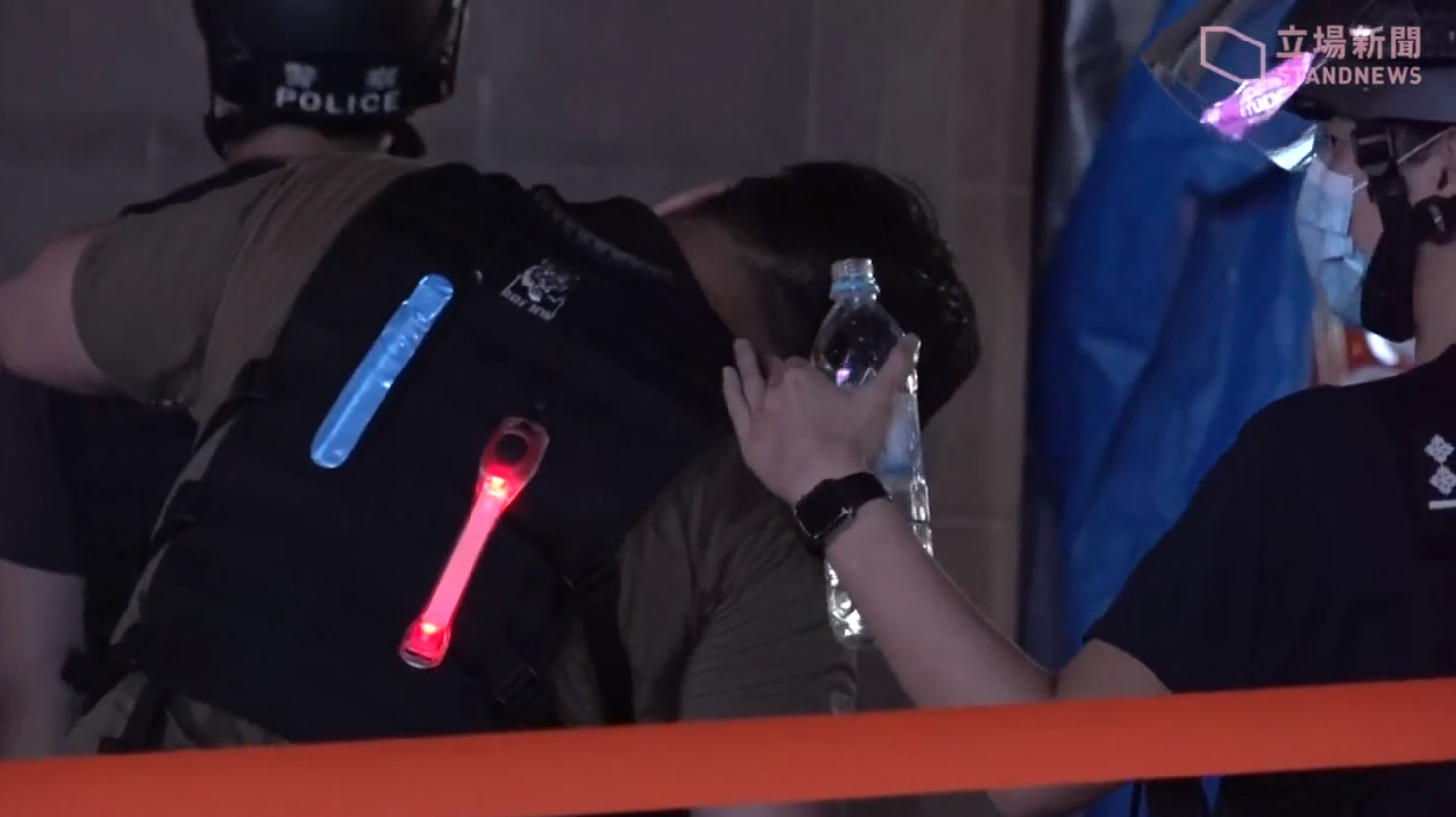
銀行中心廣場外的警員被噴中胡椒噴劑

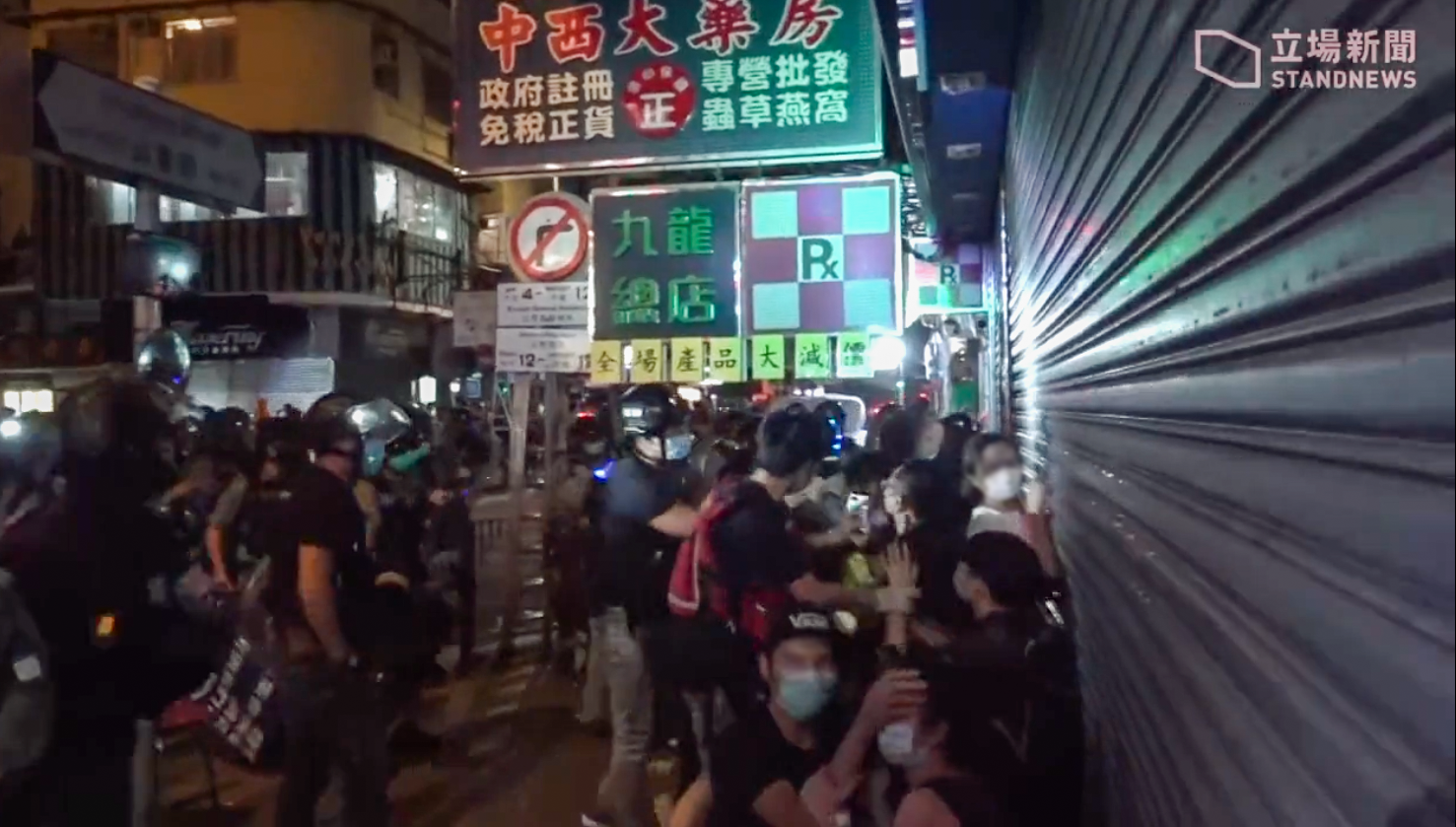
約50人於山東街及西洋菜南街交界被防暴警員包圍截查

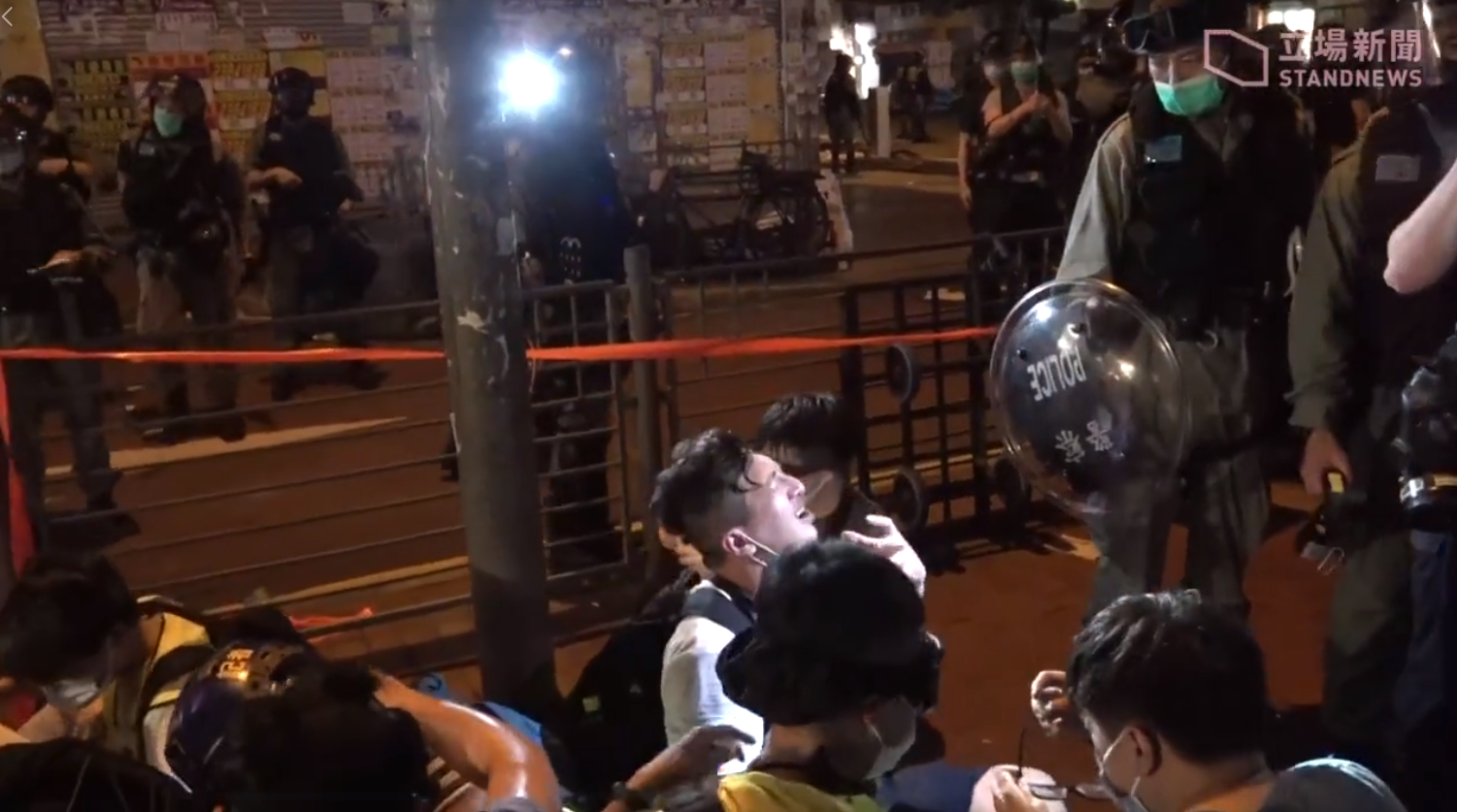
警方向多名被包圍的記者噴射大量胡椒噴劑，多名記者被噴中；警員要求在場神情痛苦的記者跪於地上

晚上11時，約50人於山東街及西洋菜南街交界被防暴警員包圍截查，當中包括記者及市民，警方一度向被包圍的記者噴射大量胡椒噴劑，多名記者被胡椒噴劑噴中；並要求在場記者跪於地上而進行搜身，有警員更要求記者關掉直播，逾1小時後記者始獲放行。此外，《明報》其中一名記者進行拍攝工作時，被警員命令停止採訪，更把他帶到後巷搜身和查問。及後警員要求記者在攝錄機前逐一講出姓名、身分證號碼以及展示記者證。《蘋果日報》一名攝影記者在花園街與山東街交界現場拍攝期間，被警員箍頸約20秒，一度出現休克症狀，該記者隨後被送往廣華醫院治理。除此之外，旺角優才（楊殷有娣）書院附近有大批市民被警方拘捕。一名在場的女士稱與兩女兒食宵夜後失散，及後發現兩名12歲及14歲的女兒均被拘捕，又稱女兒患有哮喘需要「聞氣」，希望警方可安排兩人送院，但警方一直未有回應，更有警員曾上前警告她勿叫囂。她批評警方濫捕，之後繼續在封鎖線外大喊。。
凌晨時分，警方仍於旺角一帶進行截查行動，並拘捕近百人。期間，警方進入洗衣街公園公廁搜查。凌晨1時許，有人從女廁被帶走，送上救護車，警方拉起封鎖線，記者只能夠在數十米外拍攝。

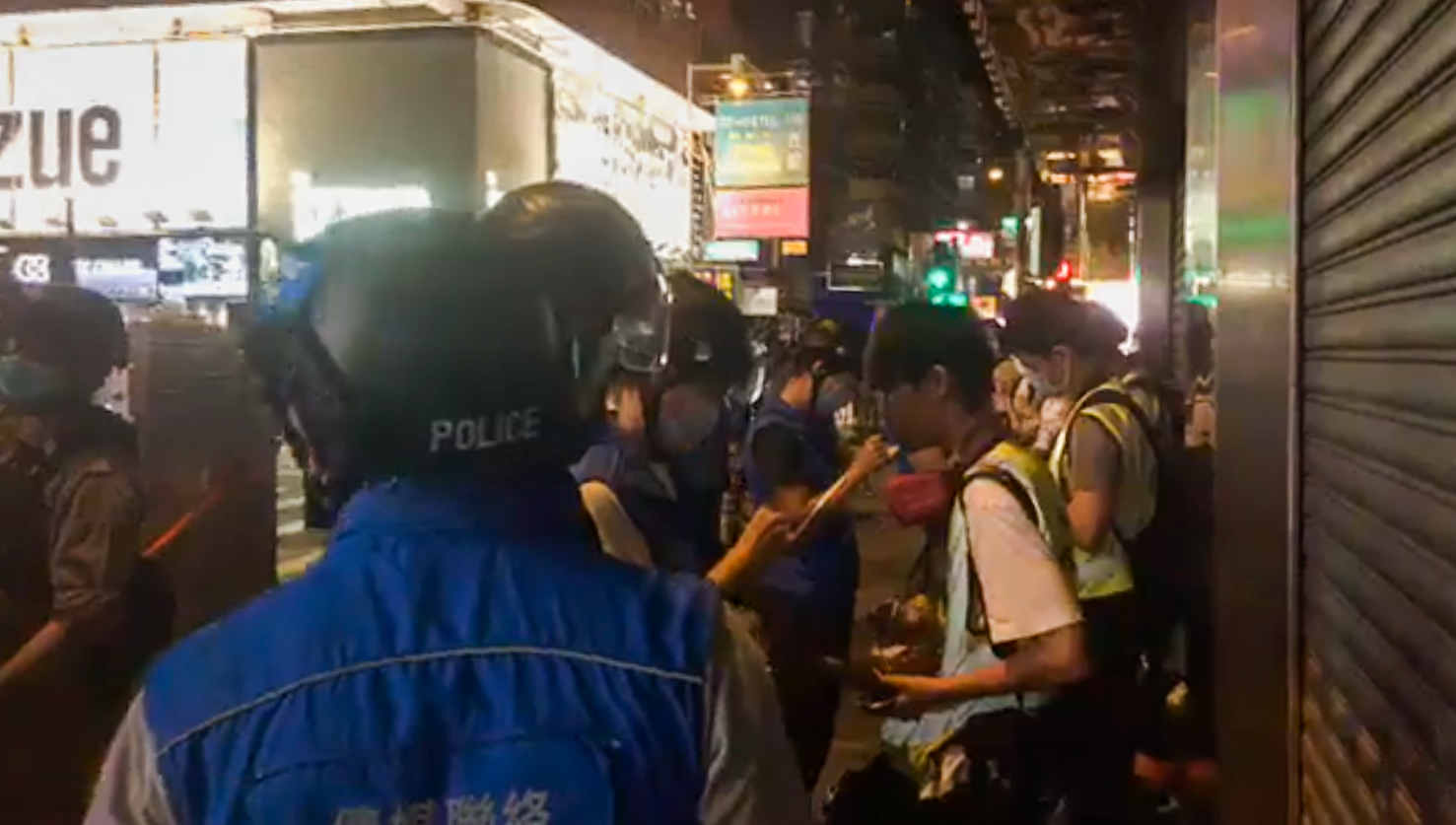
晚上11時，山東街多名記者被警員包圍截查
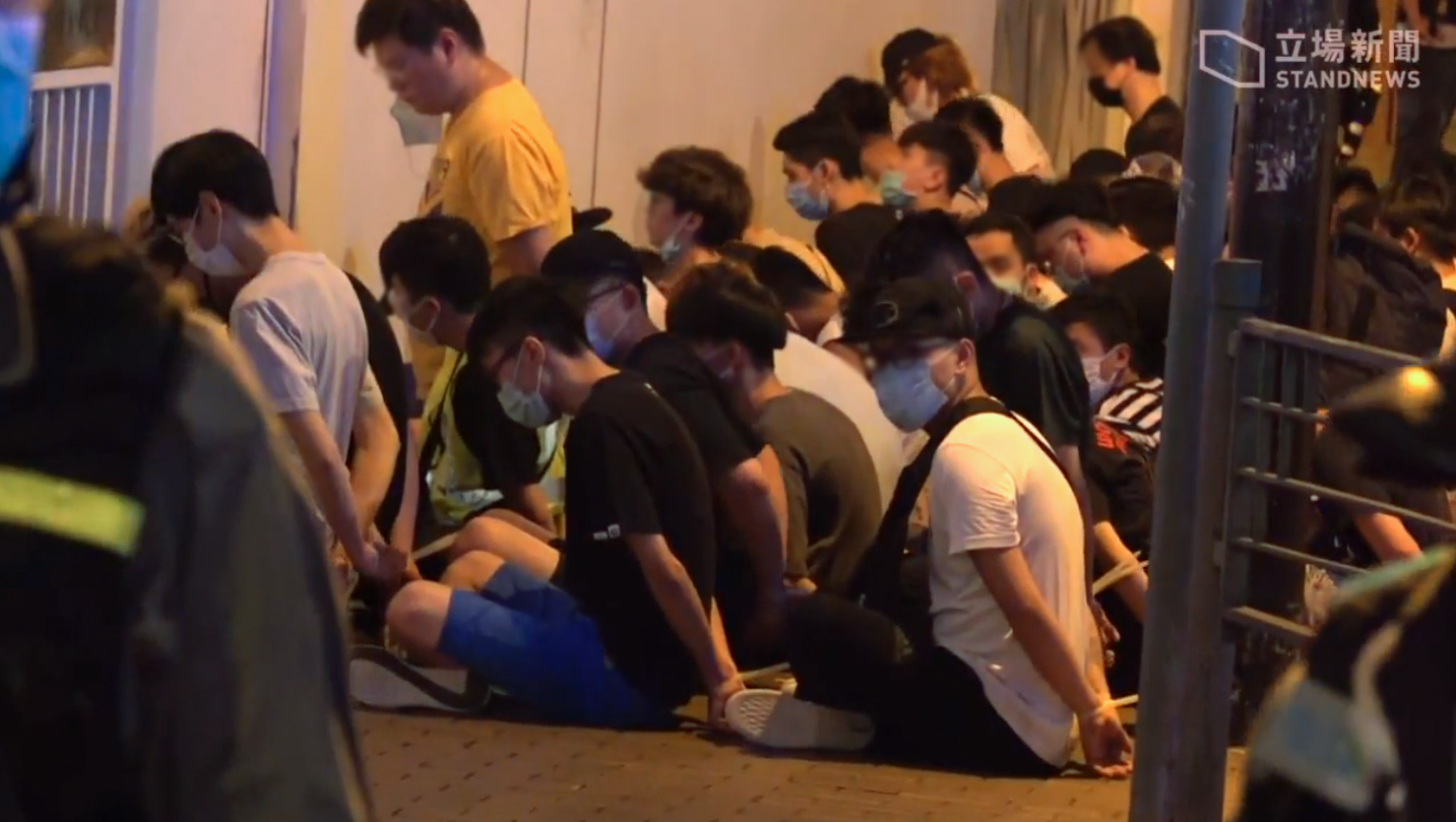
旺角優才（楊殷有娣）書院附近有大批市民被警方拘捕
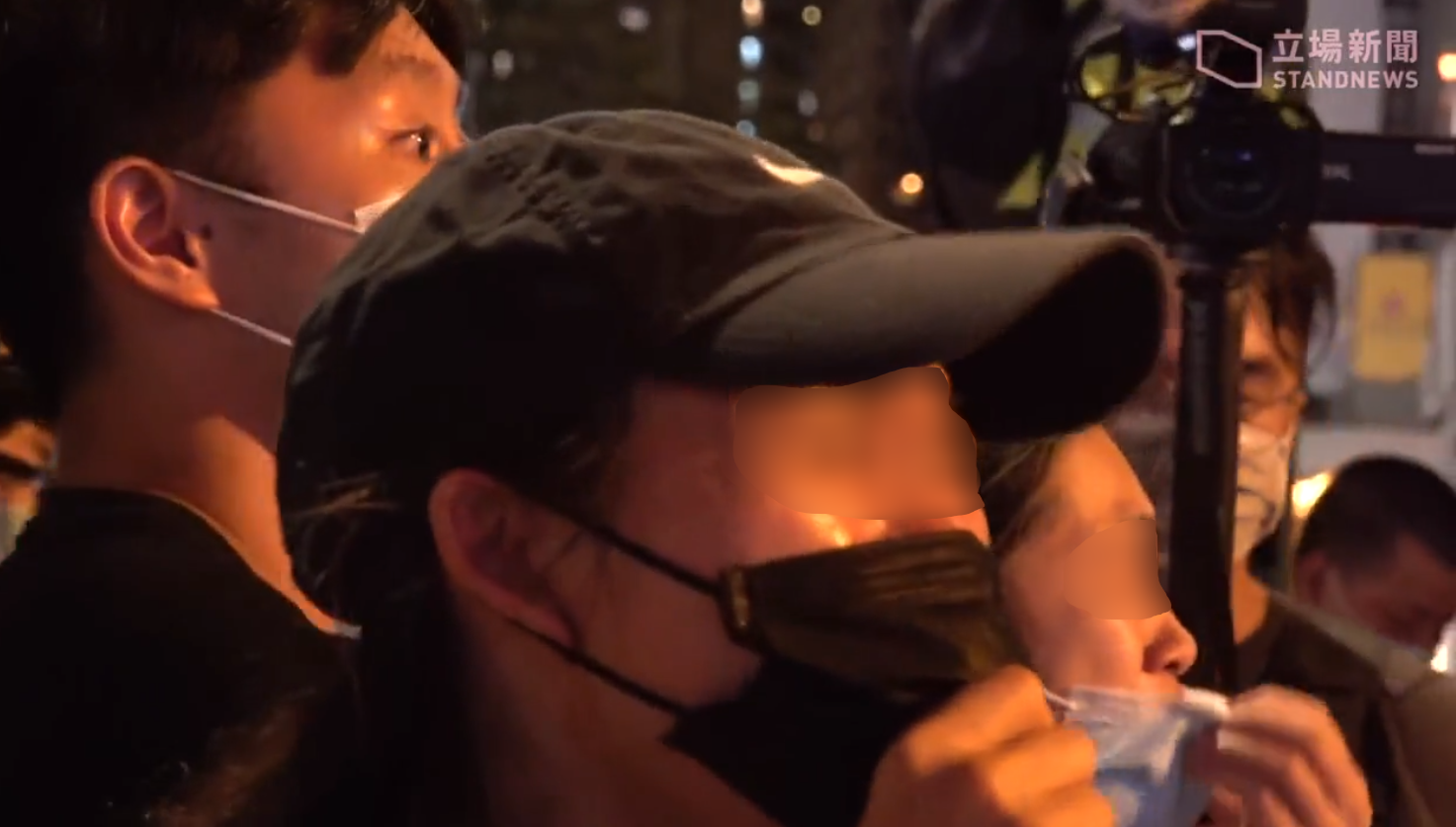
一名在場的女士及後發現兩女兒均被拘捕後，在封鎖線外邊哭邊大叫兩個女兒的姓名
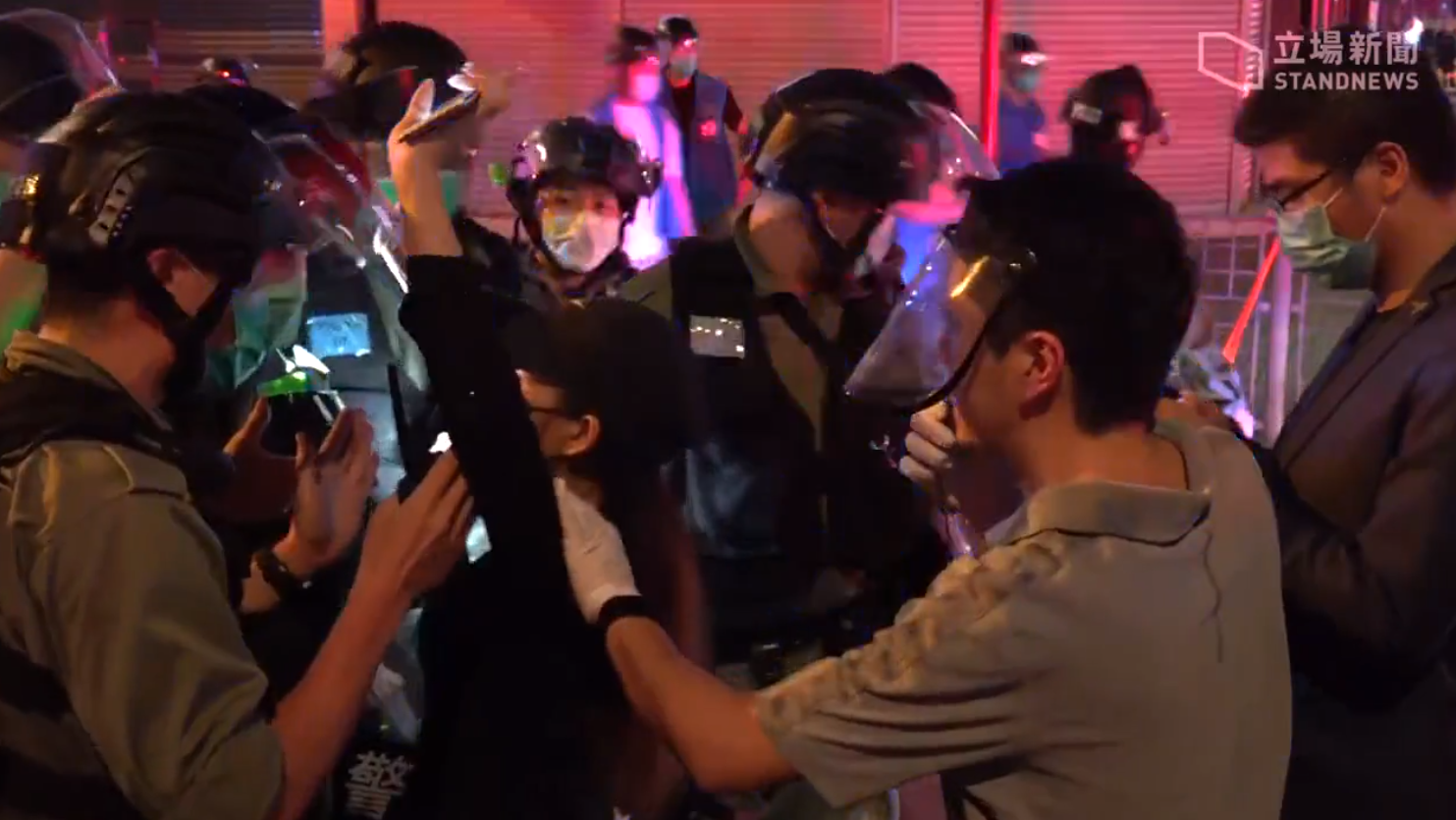
許智峯到場要求警員協助及通知指揮官，惟被警方驅趕
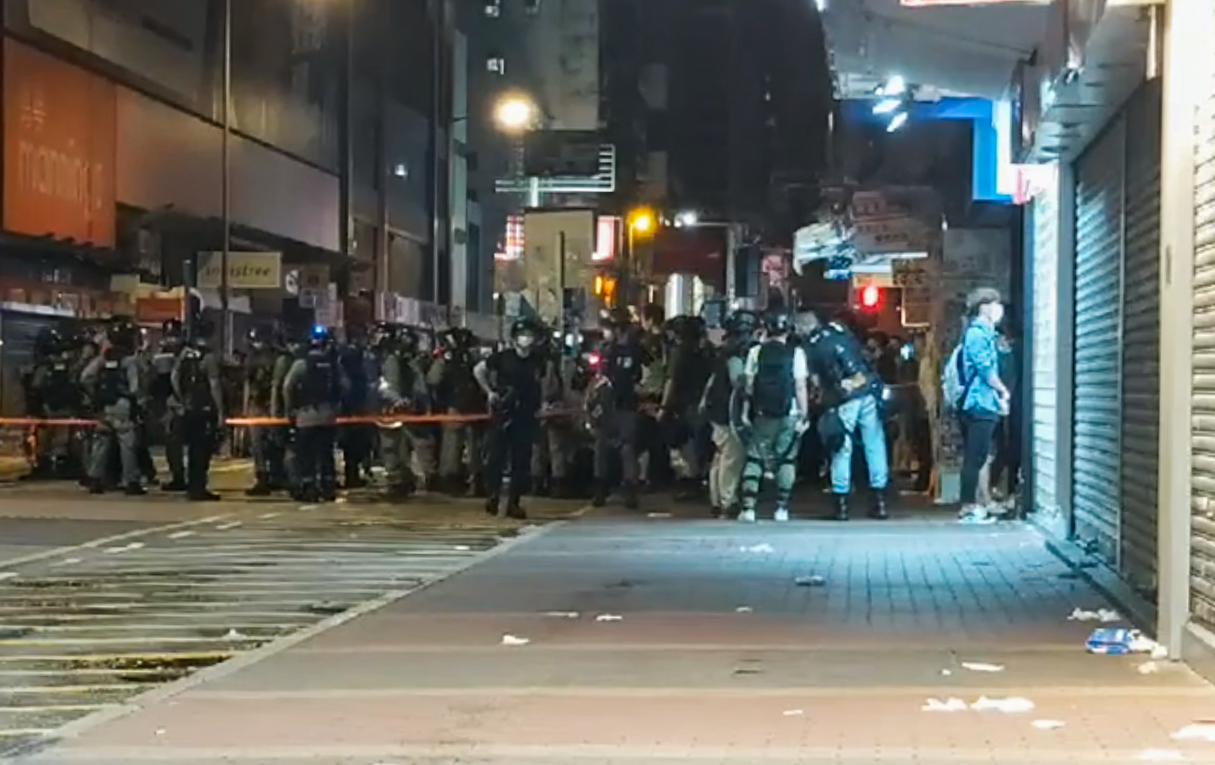
西洋菜南街有多人被捕
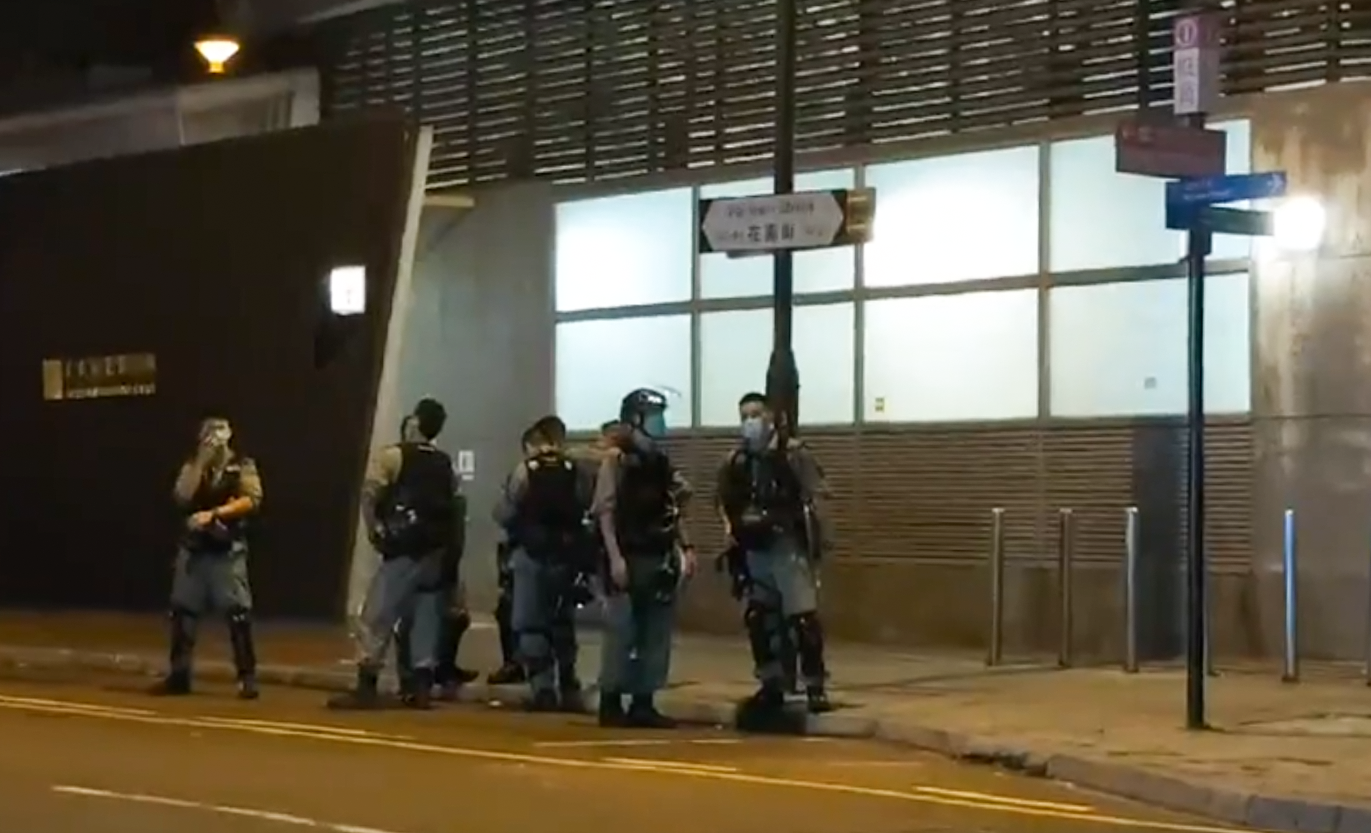
凌晨1時許，有人從洗衣街公園女廁被帶走後送上救護車，警方拉起封鎖線

## 被捕

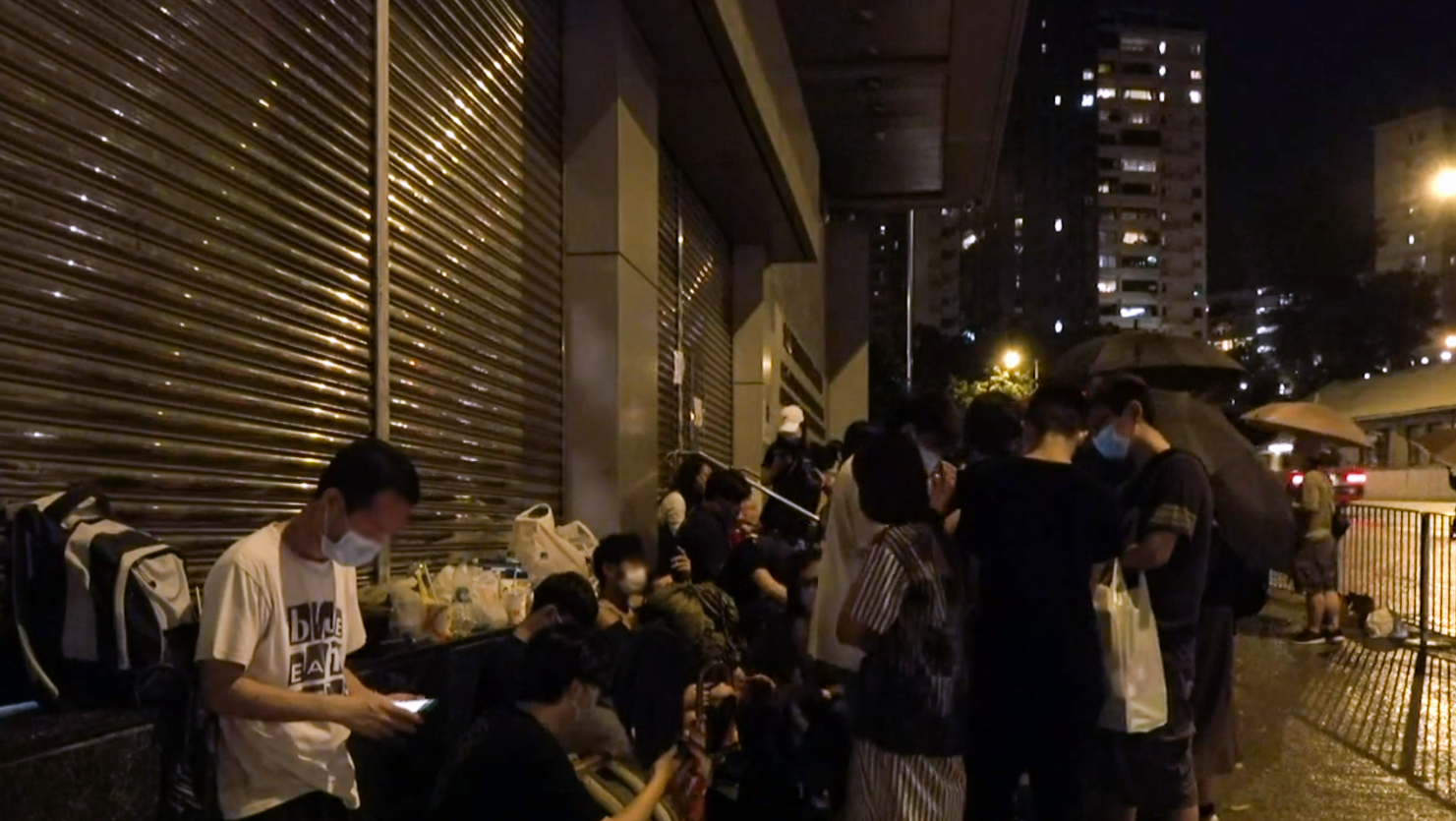
被捕者家屬到紅磡警署等候親人獲釋

入夜後有230人被捕，共向19名違反禁聚令的人士發出定額罰款通知書。部分被捕者被扣留於紅磡警署。不少被捕者家屬在發出黃色暴雨警告下，在警署門外等候親友和家人保釋外出。到5月12日下午，警署外仍有數十名家屬等候。有被捕家屬透露，有警員以電腦系統失靈為由，而延誤保釋手續。她認為警方故意拖延時間。其中前學民思潮發言人黃子悅，與當時男友、現為丈夫的吳家倫在旺角遭警員票控違反限聚令。九龍城裁判法院主任裁判官嚴舜儀撤回兩張傳票，而控方不反對辯方的訟費申請。

## 法庭提堂
- 兩名25歲的男子被控在當日在旺角與百多人高叫口號及聚集，違反8人限聚令而遭票控。2021年6月8日於九龍城裁判法院判刑，裁判官鄭念慈認為當警員發出警告時，加上已經在場戒備一段時間，形容“任何與事件無關的人都會遠離聚集者”。而警方追截15人時，認為正常情況下不會有途人與他們一起逃跑，因此肯定該15人屬於早前100人的聚集群組之一，一早已經干犯限聚令。裁判官亦認為警方的記事冊無需記下所有事項，認同證供不是虛構，裁定兩名被告罪成。最後考慮到當時聚集人數眾多，會對疫情造成非常大的傳播風險，判兩人各罰款12,000元，是認罪金額6倍。[36]

- 網媒《娛賓》女記者在採訪期間，於旺角洗衣街花園公廁內疑遭四名防暴警員用膝頭跪頸、近距離噴胡椒噴劑及腳踢背部，被控抗拒在正當執行職務的警務人員罪。2021年6月16日於九龍城裁判法院判刑，主任裁判官嚴舜儀認為事發期間記者沒有展示記者證和表明自己是記者身份，同時指被告已經清楚知道要截停進行搜查，但仍然沒有停下，反而撥開女警的手，並大聲呼喊，引起公廁外群眾起哄。嚴舜儀更指出被告嘗試逃離現場，因此裁定被告罪成。又指辯方證人“有意、無意隱瞞案發經過，甚至扭曲記憶”，同時認為當時警長恰當使用胡椒噴霧，只是想控制被告，並非傷害她。考慮到案發時的社會氣氛，認為有一定潛在風險，以判監4星期作量刑起點，同時考慮被告躁鬱症復發，下令緩刑兩年。不過到2小時後，嚴舜儀發現判刑出錯，表明要「我必須覆核我自己」，改為押後至7月17日再判刑，女記者批准保釋。[37]2021年7月17日，嚴舜儀最終判女記者240小時社會服務令，並下令被告遵守精神治療、情緒管理輔導等附加條件，以確保她能在情緒平穩的情況下完成服務令。法庭暫定6個月後或被告完成120小時服務令之後索取進度報告。[38]

- 18歲學生涉在2020年母親節當天放置一袋垃圾在旺角山東街59號車道上，被控在公眾地方造成阻礙罪。2021年2月26日於九龍城裁判法院認罪，辯方求情稱，被告坦白認罪，被告是一時愚蠢及衝動犯案，並無預謀，亦無帶備工具，只隨手拾起垃圾，本案性質輕微，沒造成任何人受傷、財物損失或交通意外，維持時間不長，山東街非主要幹道，控方亦同意當時路面沒有車輛。辯方又呈上被告學校教師及家人撰寫的求情信，稱他樂意聽從教導，成績一直進步，留案底已成不可磨滅的污點，希望法庭先為被告索取報告才判刑。裁判官鄭念慈不接納其說法，稱從相片看到被告的衣著及戴上的防𠝹手套，反問「點會完全無準備呢？」但接納辯方建議，為被告索取感化及社會服務令報告。案件押後至3月19日判刑，其間被告准以原有條件保釋外出。[39]3月19日，被告判處120小時社會服務令。[40]

- 1名26歲工程師，於2020年5月10日，在旺角通菜街與豉油街交界向警方防線投擲水樽，意圖激使他人破壞社會安寧。被控在公眾地方作出擾亂秩序的行為罪，經審訊後於去年中被裁定罪成、判監6星期。他之後申請上訴求推翻定罪或減刑，案件2022年8月4日於高等法院開庭審理。就定罪方面，上訴方在播放現場片段後指，該些片段均並無拍到上訴人曾投擲水樽，質疑截停並指控上訴人擲樽的警員證供並不準確，並指該警員的證供前後矛盾。在刑期方面，上訴方指上訴人並無案底且有良好背景，就本案的案情應可考慮提取社會服務令，但原審裁判官卻拒絕提取該報告，上訴方認為屬犯錯。控方則回應指案發時涉案地點一帶均並非平靜，顯示社會安寧已受破壞，而拘捕上訴人的警員之證供在接受控方辯方提問時雖有偏差，但其證供並無矛盾之處，且不影響其可信性。原訟庭法官李運騰聽取控辯雙方陳詞，及於庭上觀看涉案的事發片段後，決定押後至8月24日作裁決，期間上訴人獲准繼續保釋。[41]最後法官指雖然上訴人的行為非常可疑，但控方未能證明他「意圖激使他人破壞社會安寧」下，裁定青年上訴得直，撤銷定罪及刑罰。不過同時形容被告脫罪僅「出於僥倖」。[42]

- 4名15歲至26歲的男被告，被控在旺角彌敦道及花園街之間的山東街一帶參與非法集結。15歲少年和19歲的被告另被控在公眾地方管有攻擊性武器；少年被控管有一個彈射器及 101 粒鋼珠，19歲被告被控管有行山杖。15歲少年 2022 年 6 月認罪，翌月被判入更生中心。4人均否認非法集結和在公眾地方管有攻擊性武器罪。經審訊後，其中3人在2023年5月12日在九龍城裁判法院裁定非法集結罪名不成立；19歲男子則兩罪全部罪成，還押至5月25日判刑，候索勞教中心等報告。裁判官葉啓亮裁決時指，19歲的被告當時裝束與其他示威者外觀沒明顯分別，被告攜生理鹽水等裝備身在現場，是懷有共同目標破壞社會安寧，故非法集結罪成。[43]到判刑當日，裁判官葉啓亮指，被告體力不佳，不宜判入勞教中心，戒毒所報告則指他已沒毒癮。裁判官考慮是次非法集結的範圍和程度，及被告的角色較案例低；涉案行山杖的性質和傷害程度等因素，判處監禁7個月。[44]

### 鄺俊宇調停遭推跌膝壓頭拘捕

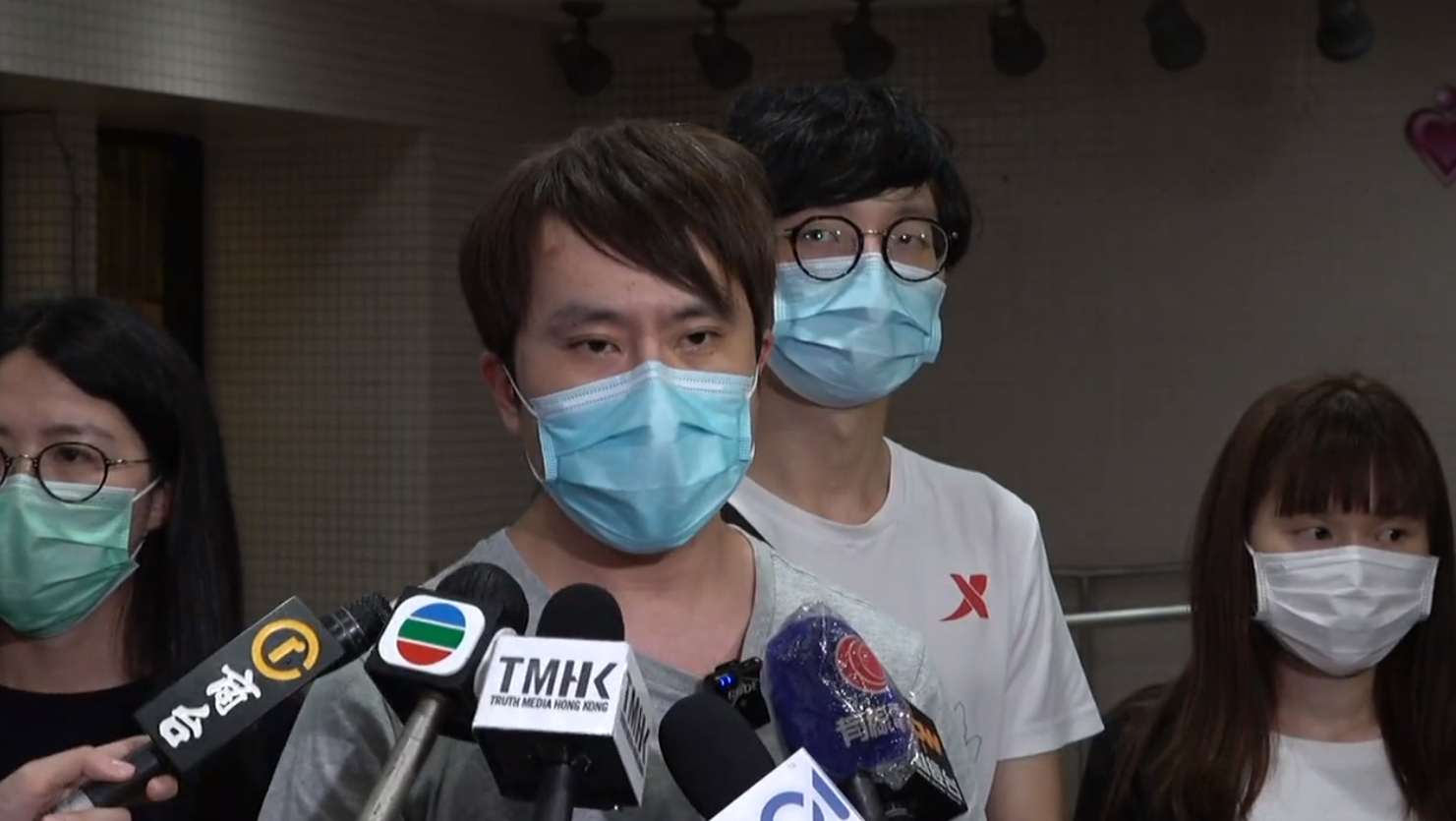
鄺俊宇獲釋後，在醫院門外見記者

## 警方行為爭議

### 男防暴警員衝入女廁拘捕 對女記者施酷刑
網媒《娛賓》一名女記者於旺角花園街女廁內拍攝有兩人被捕期間失去聯絡。當時有2名男性防暴警察入內搶去記者相機，並向她的耳及鼻噴胡椒噴霧，其後有4至6名防暴警將她按壓在地，女記者表示因呼吸困難而短暫失去意識。而警員在外面設立封鎖線禁止記者靠近。期間有女子大叫「眼好痛」，不時傳出慘叫聲。其後救護員於女廁內帶出一名女傷者上救護車，頭部有明顯傷痕，並被警方鎖上手銬。《娛賓》證實傷者為該台女記者。而女廁內也有2名黑衣女子被捕。協助女記者的民主黨立法會議員尹兆堅批評警方施行酷刑，是嚴重人道罪行，表明會協助事主追究。
另外當時有兩名義務急救員及姜牧師雖然獲警方允許進入封鎖線為截查者急救，但最終被捕。

### 商場發射胡椒彈槍驅散人群和小朋友被制服
- 香港兒童權利委員會就警方在旺角MOKO 新世紀廣場中庭施放胡椒球槍驅散群眾，引起多名兒童感到不適及哭叫；以及警員在美食廣場內「制服」一名據悉9歲的男童壓倒在地上的行為，要求警方解釋，並交代男童現時的去向。委員會同時指當時商場內沒有發生任何暴力行為，質疑警方使用不必要武力。[48]

### 「八人限聚令」下 只有四人都被票控
一家三口表示在太古城中心被票控。當時「限聚令」上限為8人，但警員沒有理會下，連同另外一名陌生人，合共四人一起被票控。他形容當日經過了一個不快樂的母親節，認為交罰款只會鼓勵警察濫權。最後在東區區議會副主席兼太古城區議員趙家賢的協助下，警方才撤回三張定額罰款通知書。趙家賢認為警方行動是浪費納稅人資源。